# Xoài

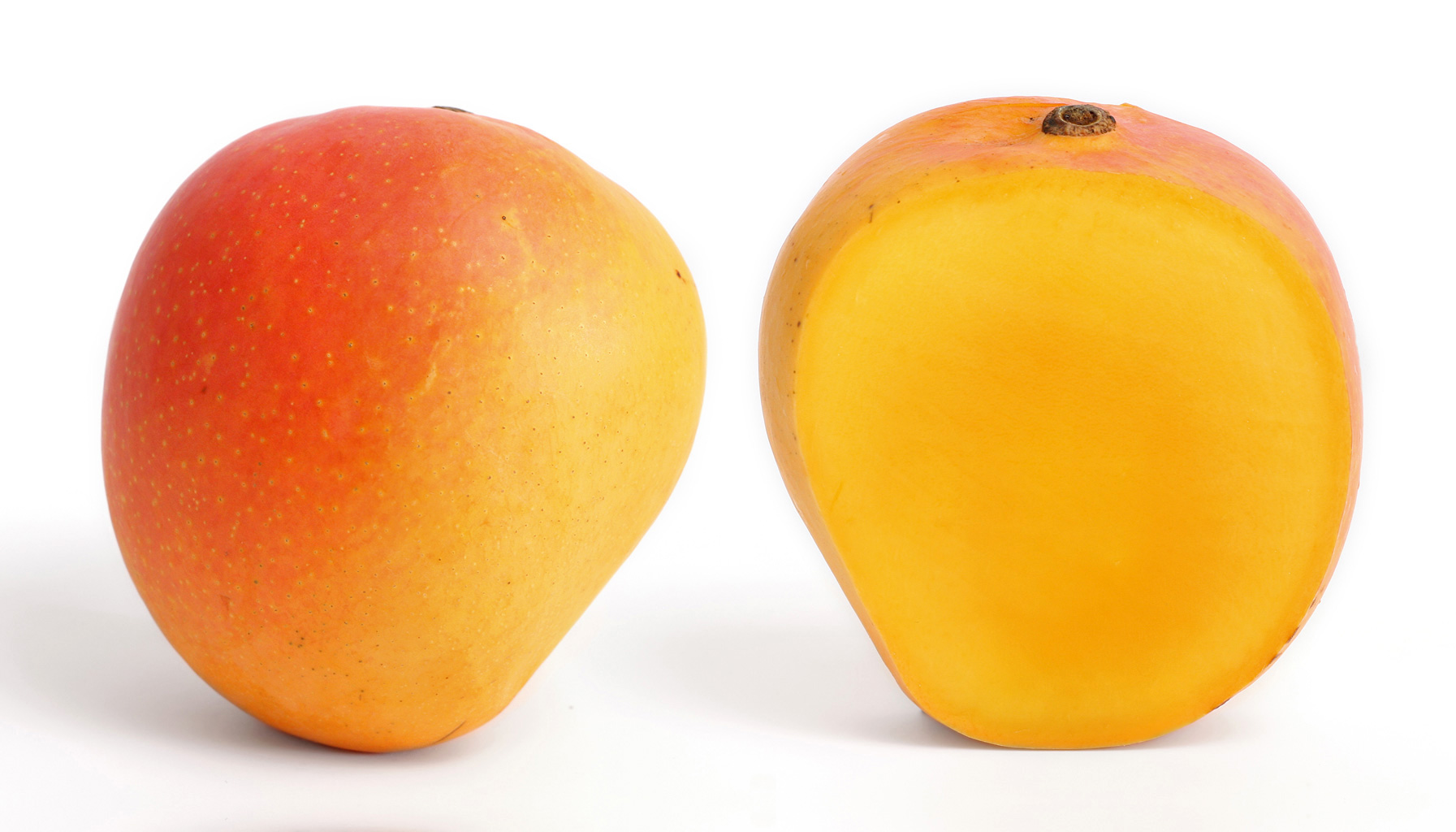
Quả xoài bên (trái) chưa bổ dọc, quả xoài bên (phải) đã bổ dọc

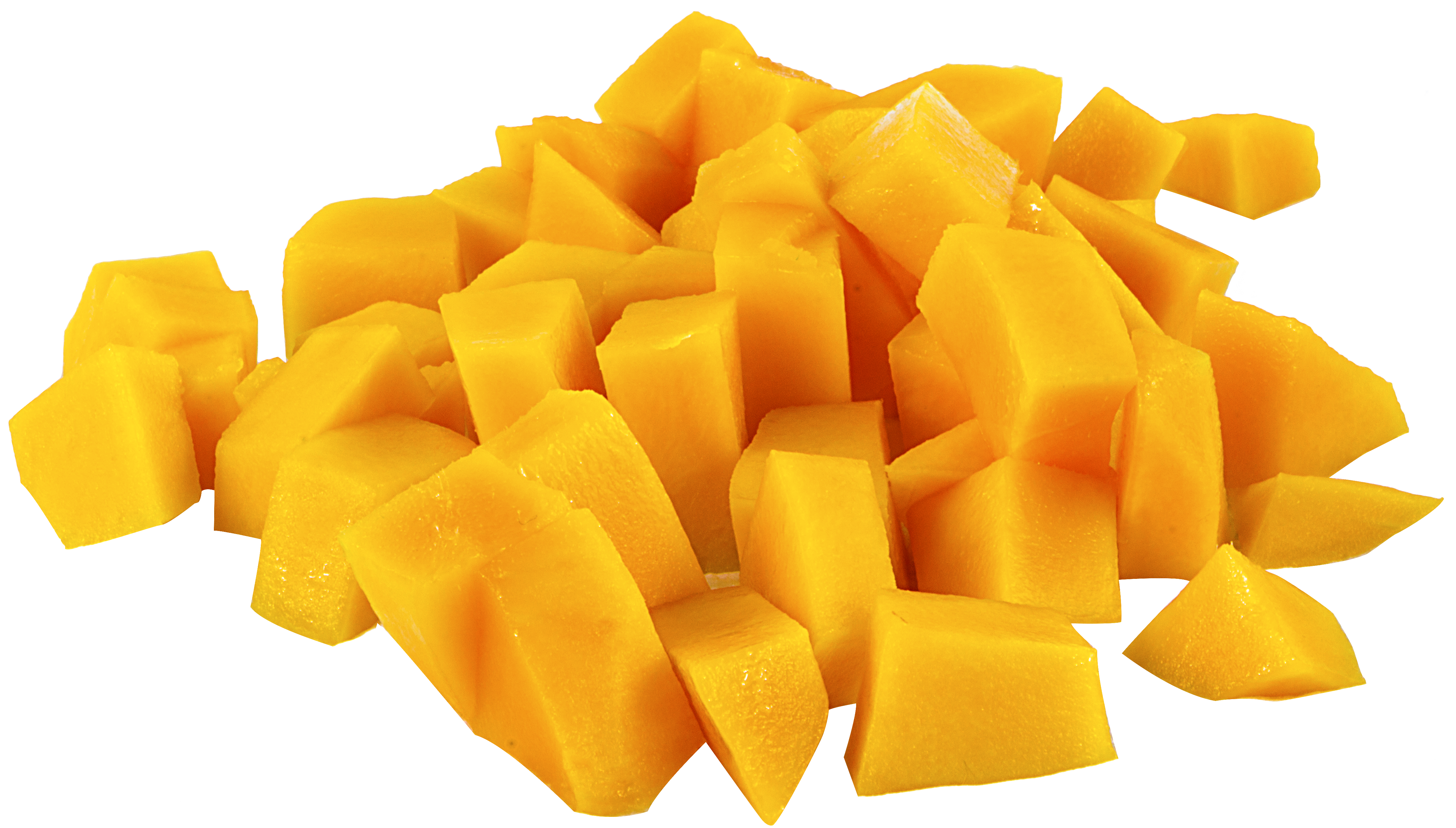
Quả xoài (cắt lát)

Xoài là một loại trái cây vị ngọt thuộc chi Xoài, bao gồm rất nhiều quả cây nhiệt đới, được trồng chủ yếu như trái cây ăn được. Phần lớn các loài được tìm thấy trong tự nhiên là các loại xoài hoang dã. Tất cả đều thuộc họ thực vật có hoa Anacardiaceae. Xoài có nguồn gốc ở Nam Á và Đông Nam Á, từ đó nó đã được phân phối trên toàn thế giới để trở thành một trong những loại trái cây được trồng hầu hết ở vùng nhiệt đới. Mật độ cao nhất của chi Xoài (Magifera) ở phía tây của Malesia (Sumatra, Java và Borneo) và ở Myanmar và Ấn Độ. Trong khi loài Mangifera khác (ví dụ như xoài ngựa, M. Foetida) cũng được phát triển trên cơ sở địa phương hơn, Mangifera indica - "xoài thường" hoặc "xoài Ấn Độ" - là cây xoài thường chỉ được trồng ở nhiều vùng nhiệt đới và cận nhiệt đới. Nó có nguồn gốc ở Ấn Độ và Myanmar. Nó là hoa quả quốc gia của Ấn Độ, Pakistan, Philippines, và cây quốc gia của Bangladesh. Trong một số nền văn hóa, trái cây và lá của nó được sử dụng như là nghi lễ trang trí tại các đám cưới, lễ kỷ niệm, và nghi lễ tôn giáo.

## Hình ảnh

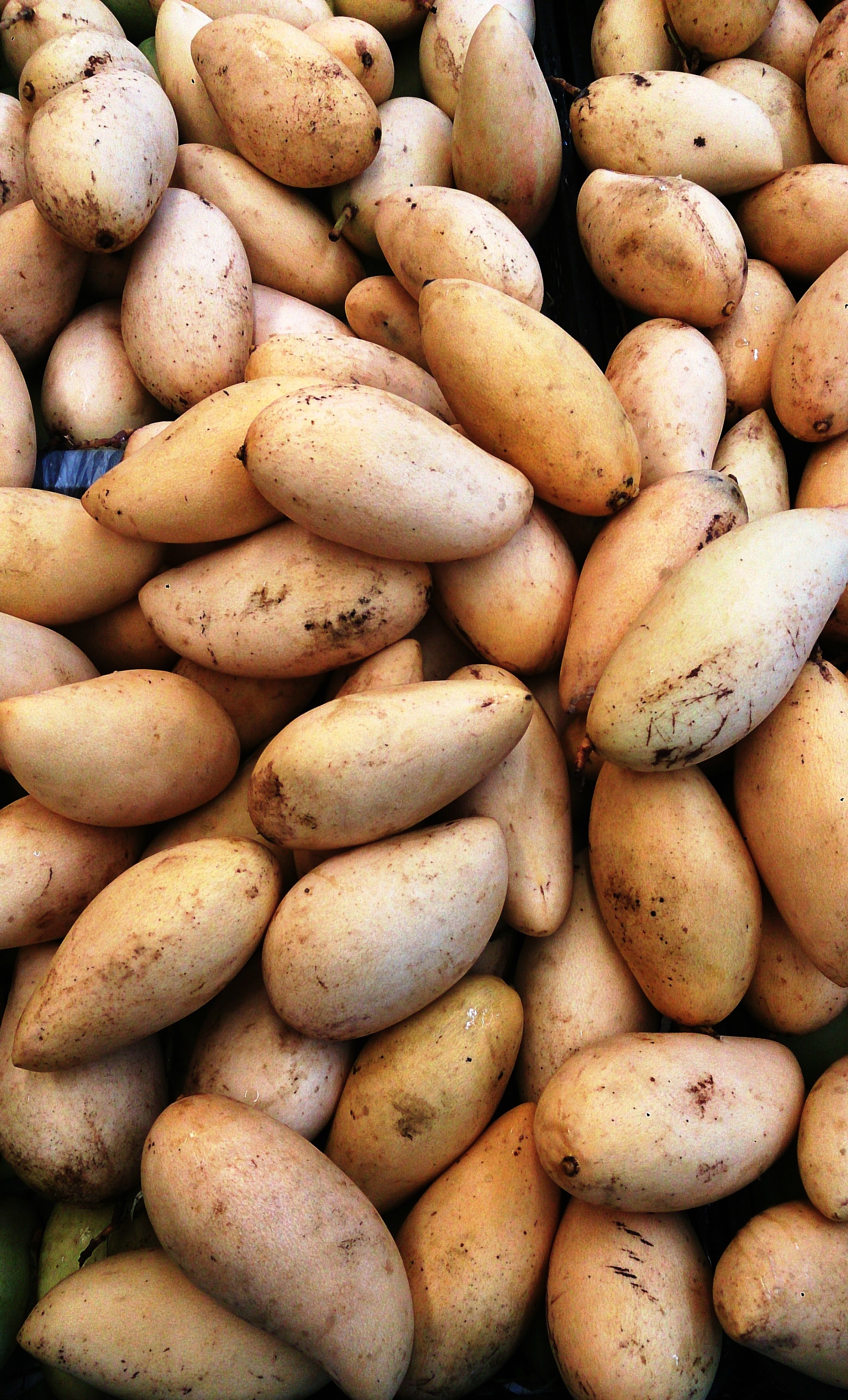
Mangoes for sale at a supermarket
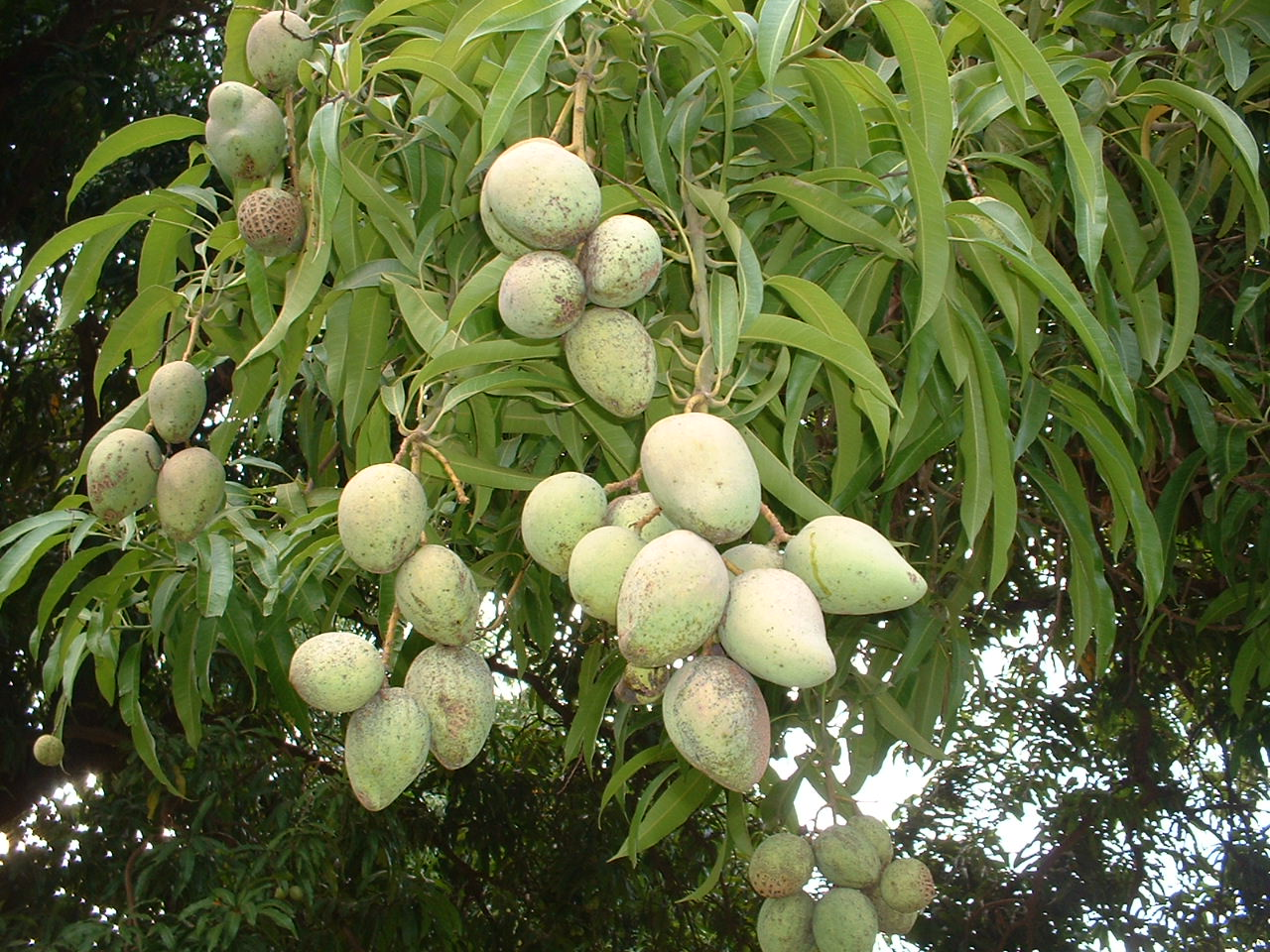
Unripe mangoes on a mango tree
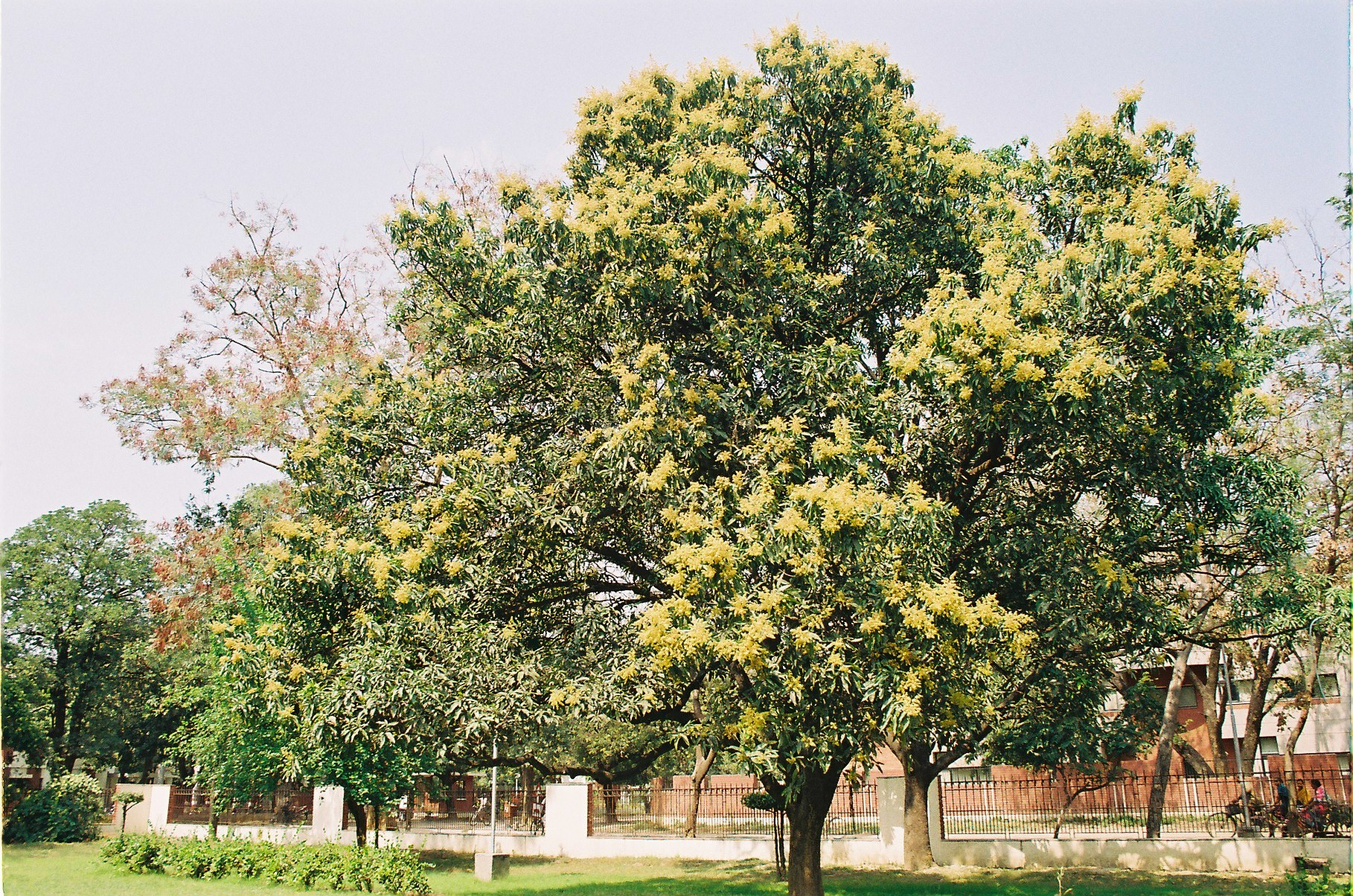
Mango tree with flowers
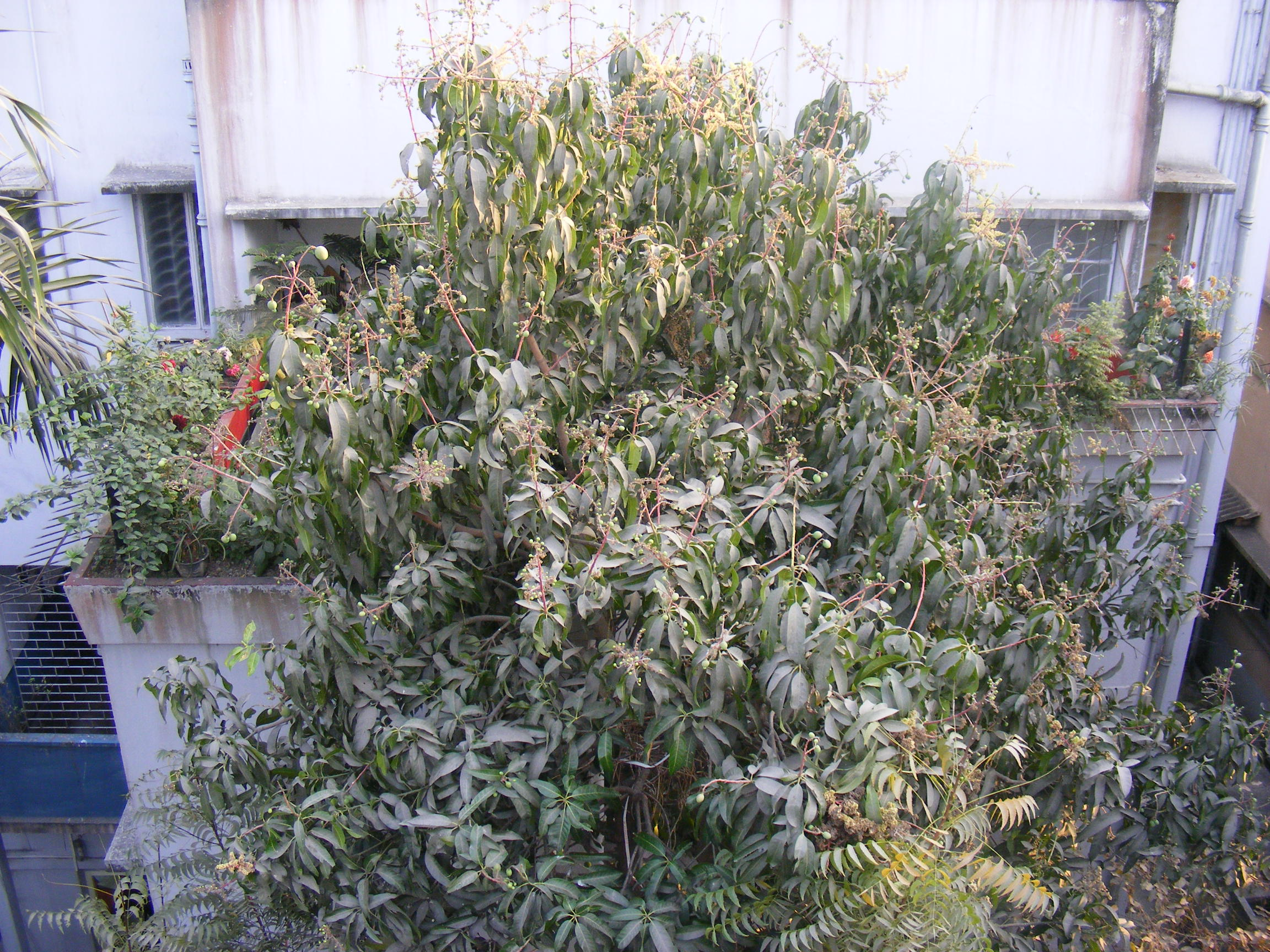
Mature M. indica after annual flowering, note the budding fruits and residual flowers
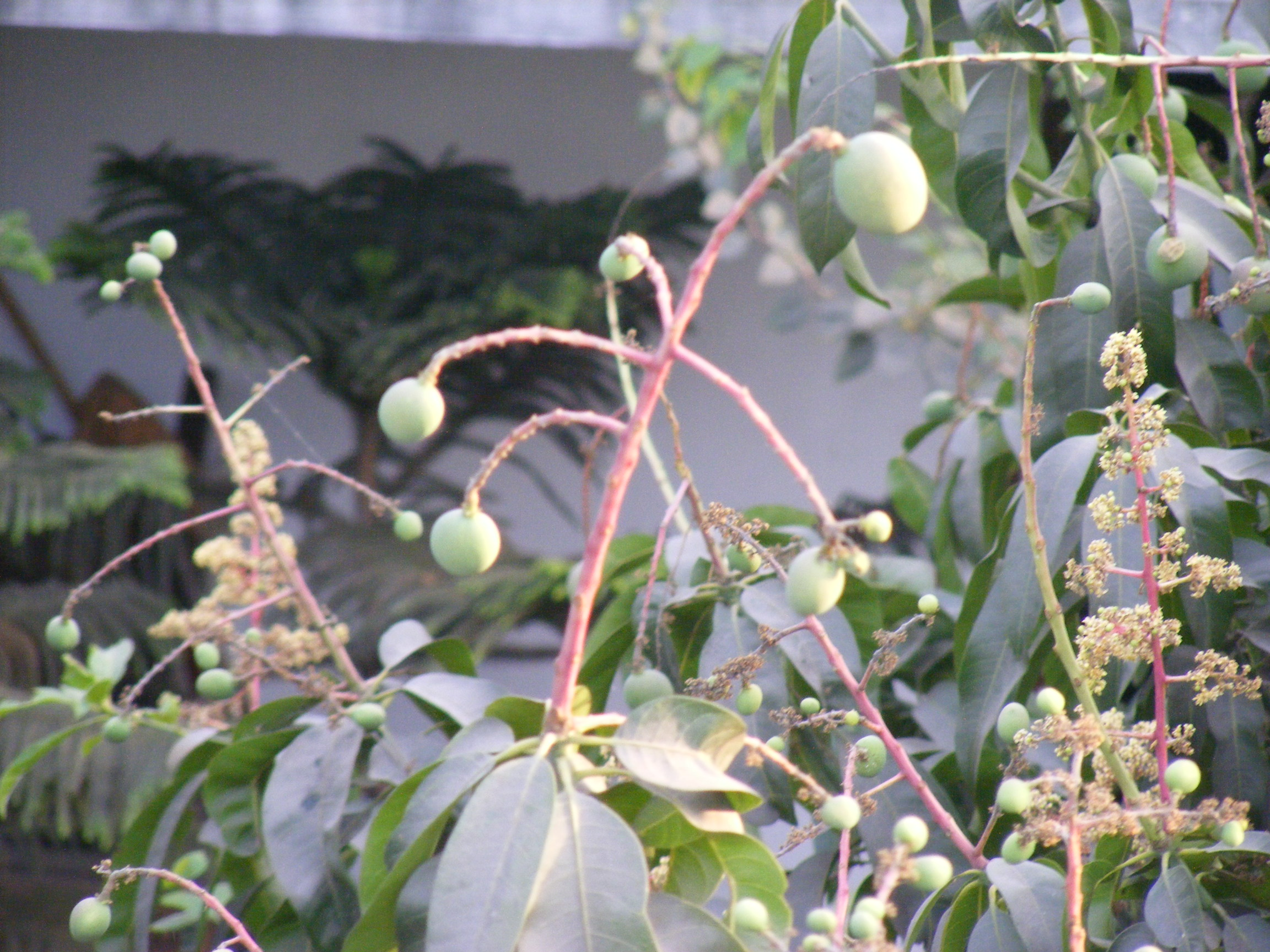
Immature fruit of Mangifera, approximately six weeks after annual flowering
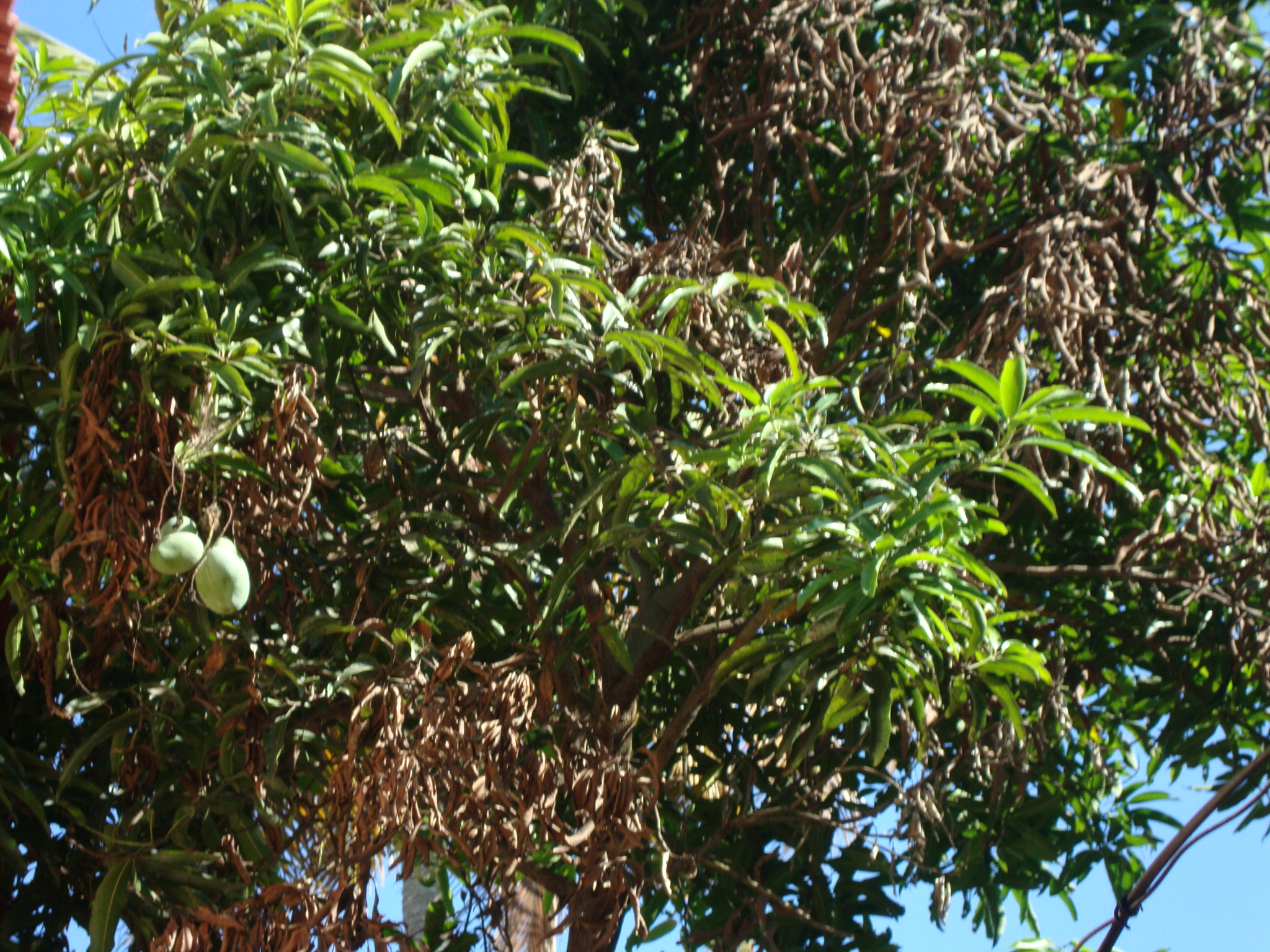
A view of M. indica in southern India
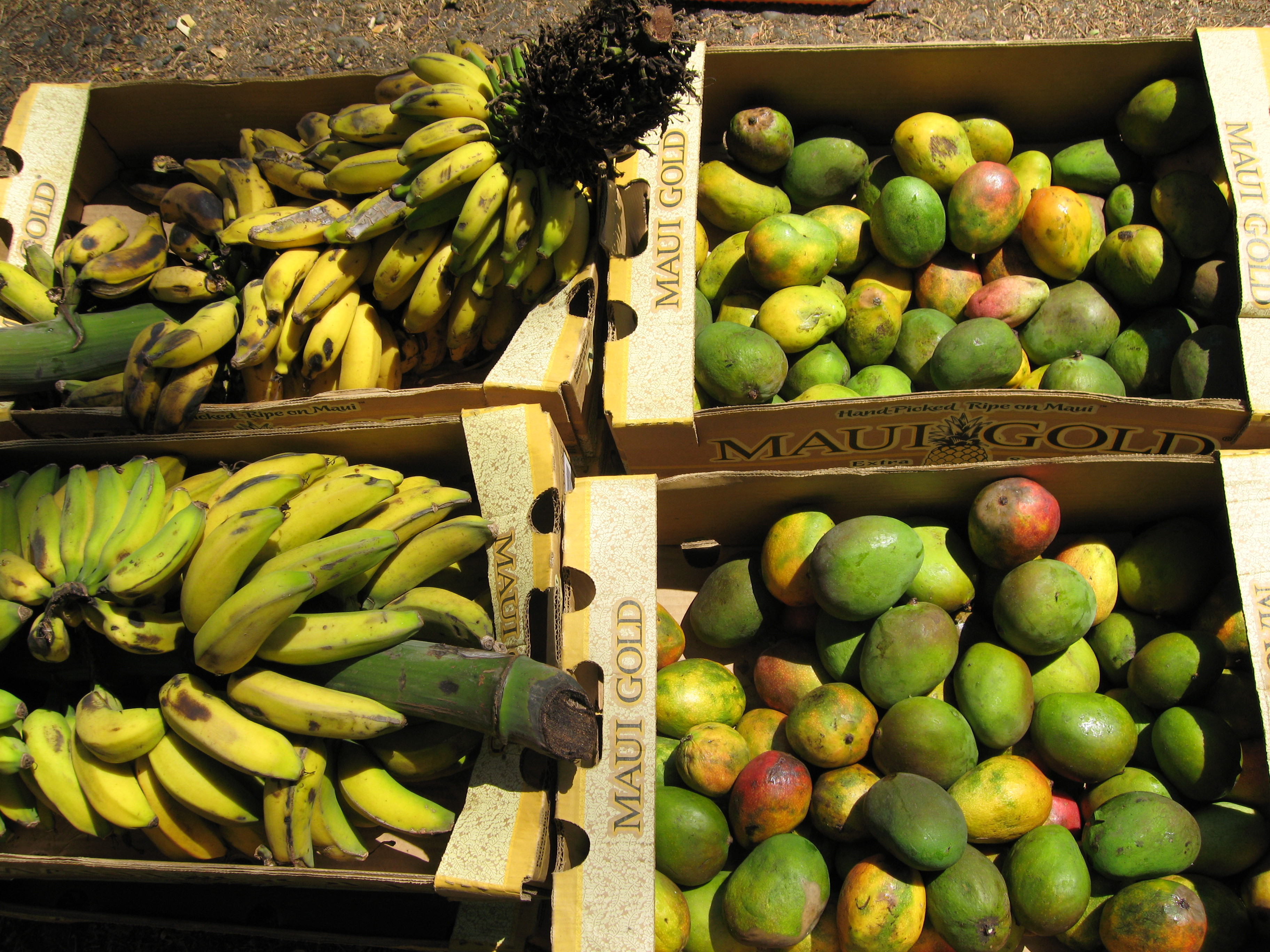
Freshly harvested mangoes and bananas at a fruit stand on the island of Maui
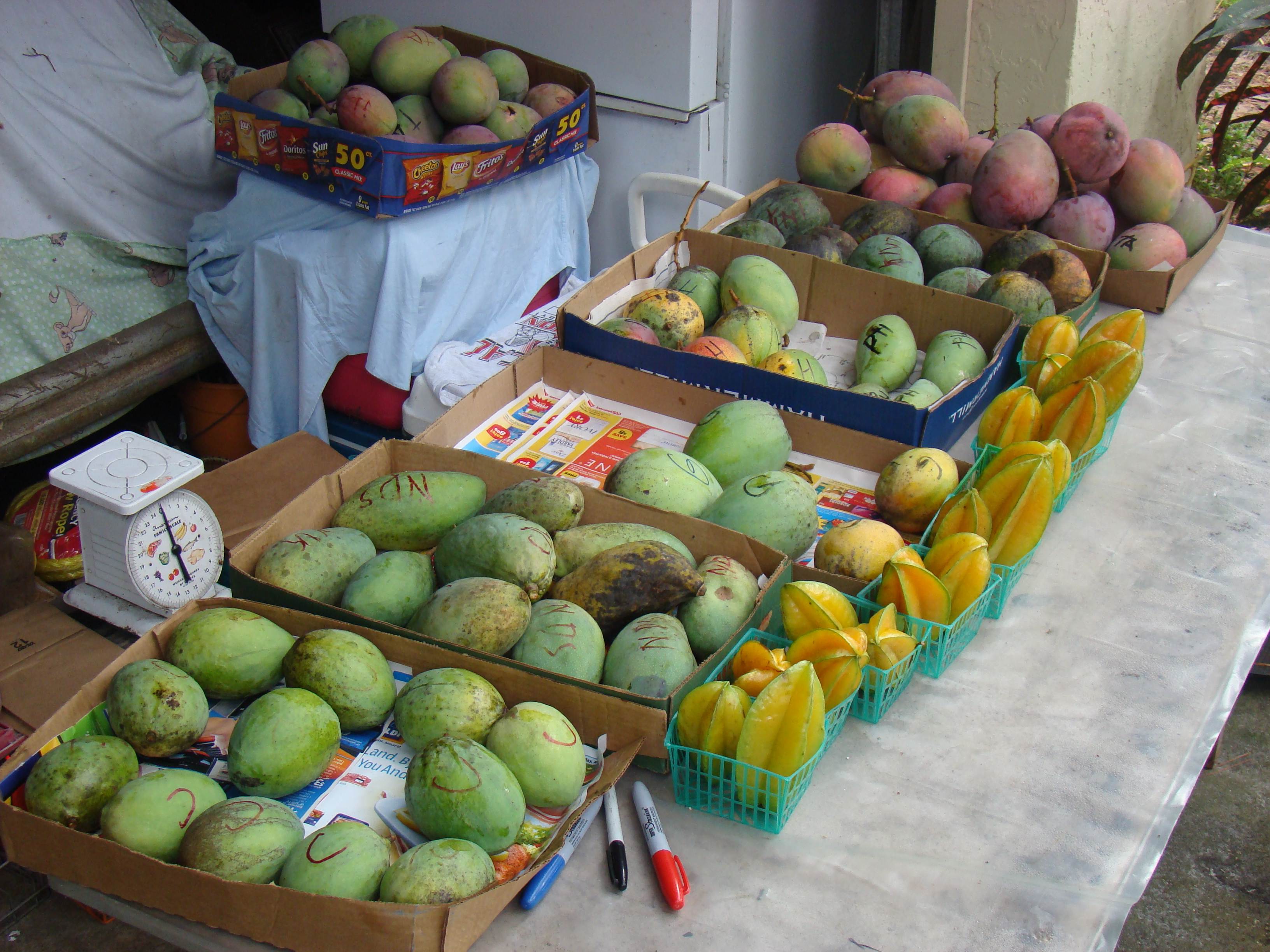
A mango stand in Merritt Island, Florida
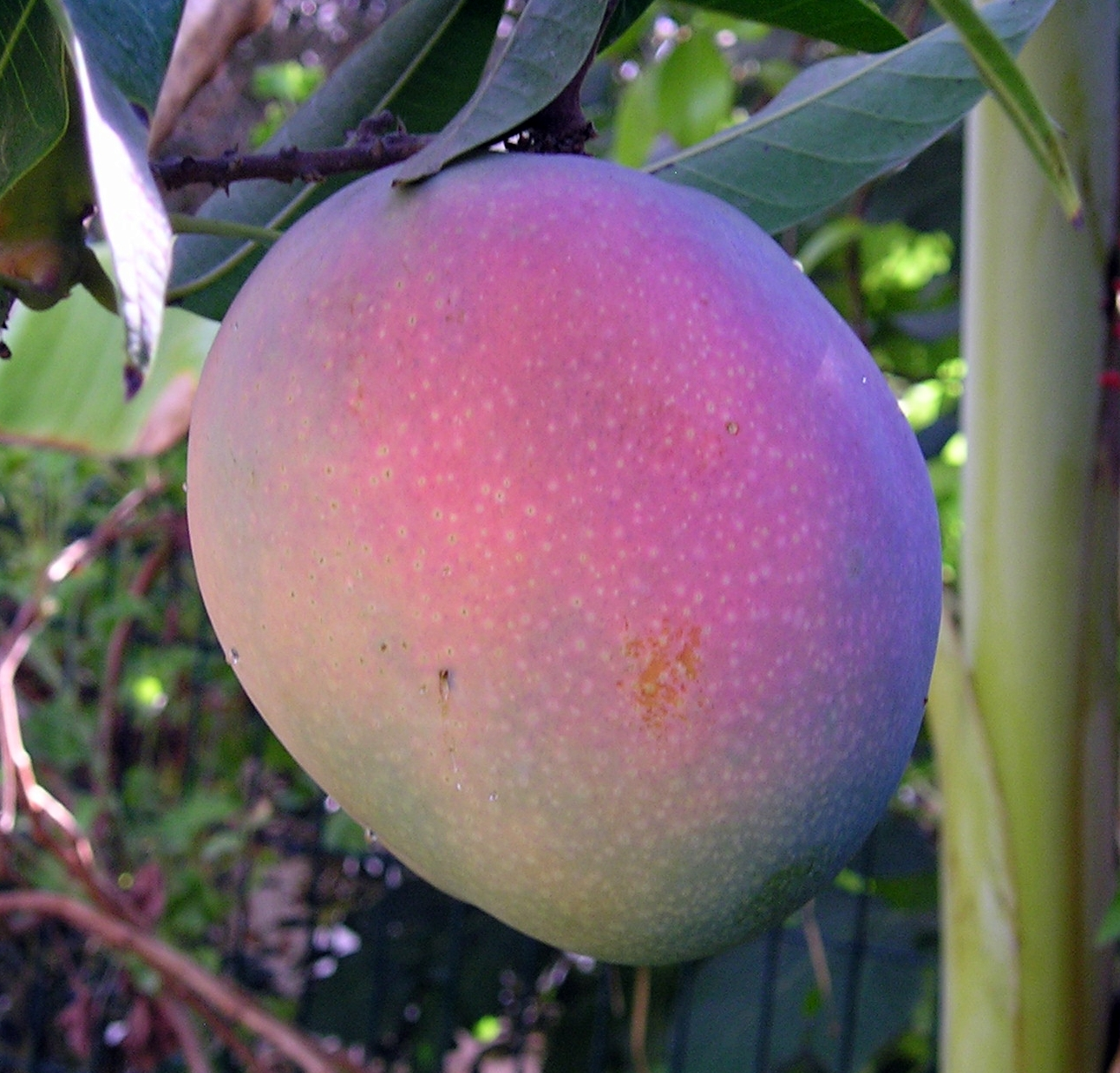
A nearly ripened purple mango, Israel
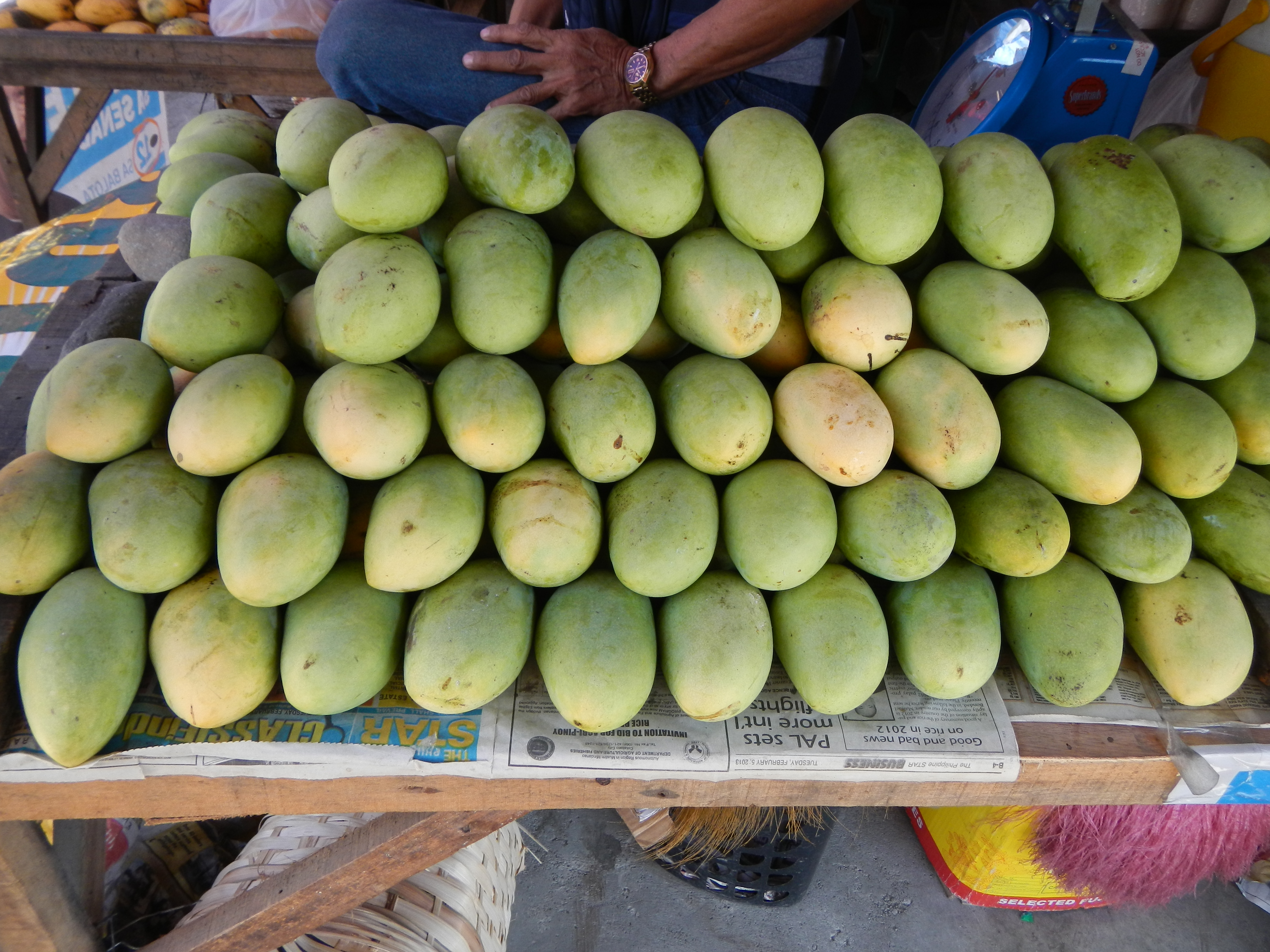
Mangoes being sold in the Philippines
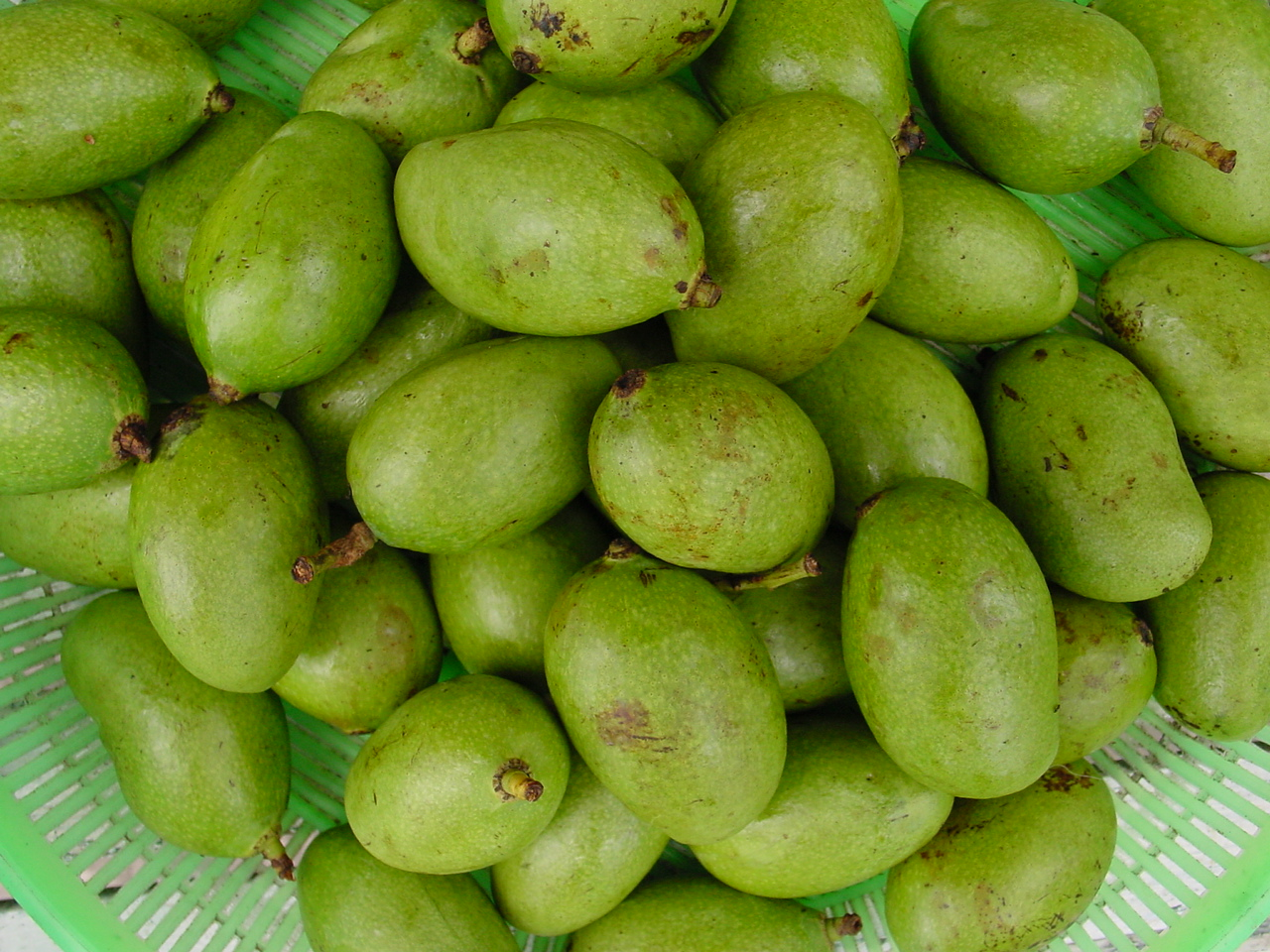
Green mangoes of the Philippines
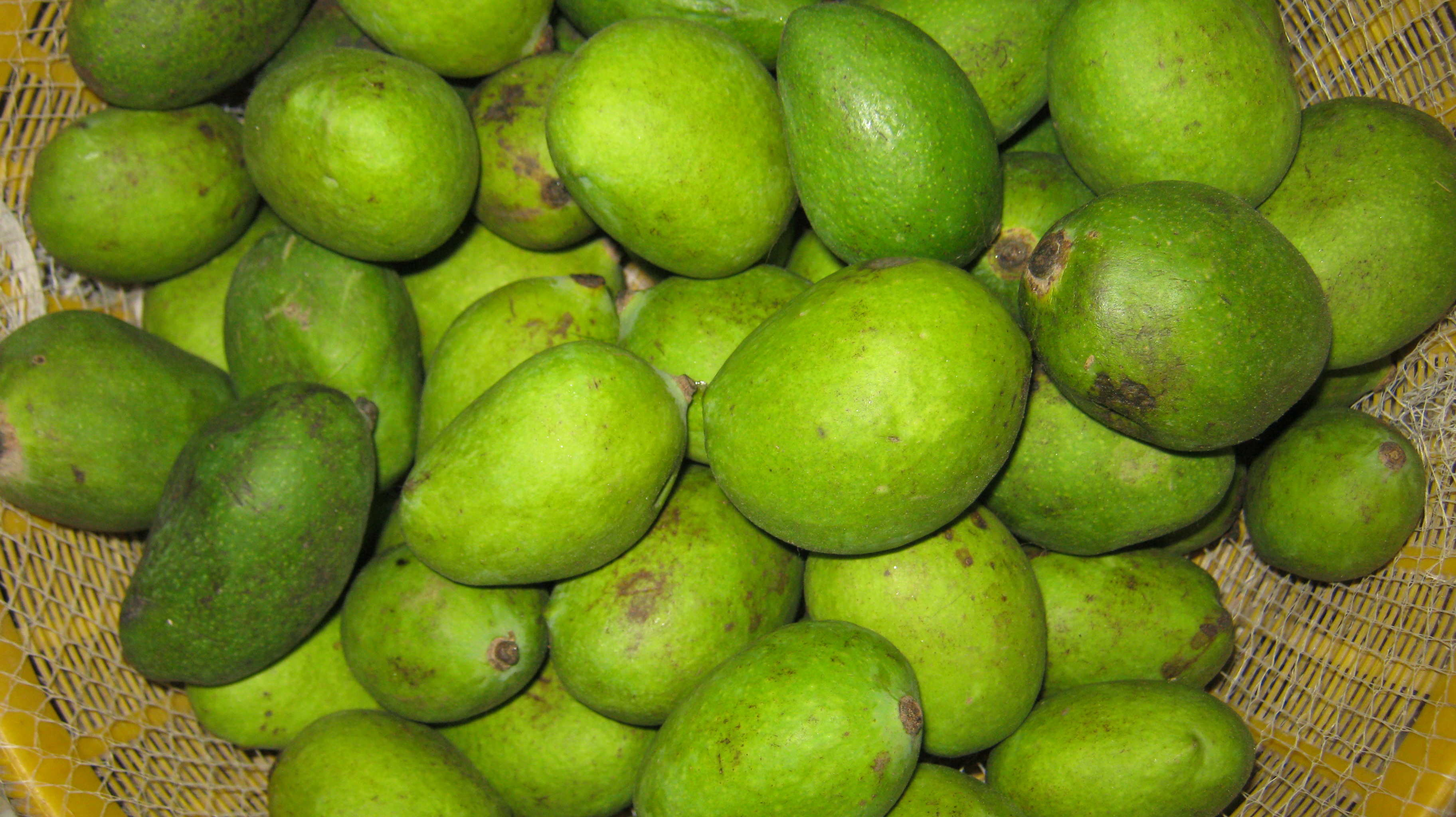
Green mango of Bangladesh
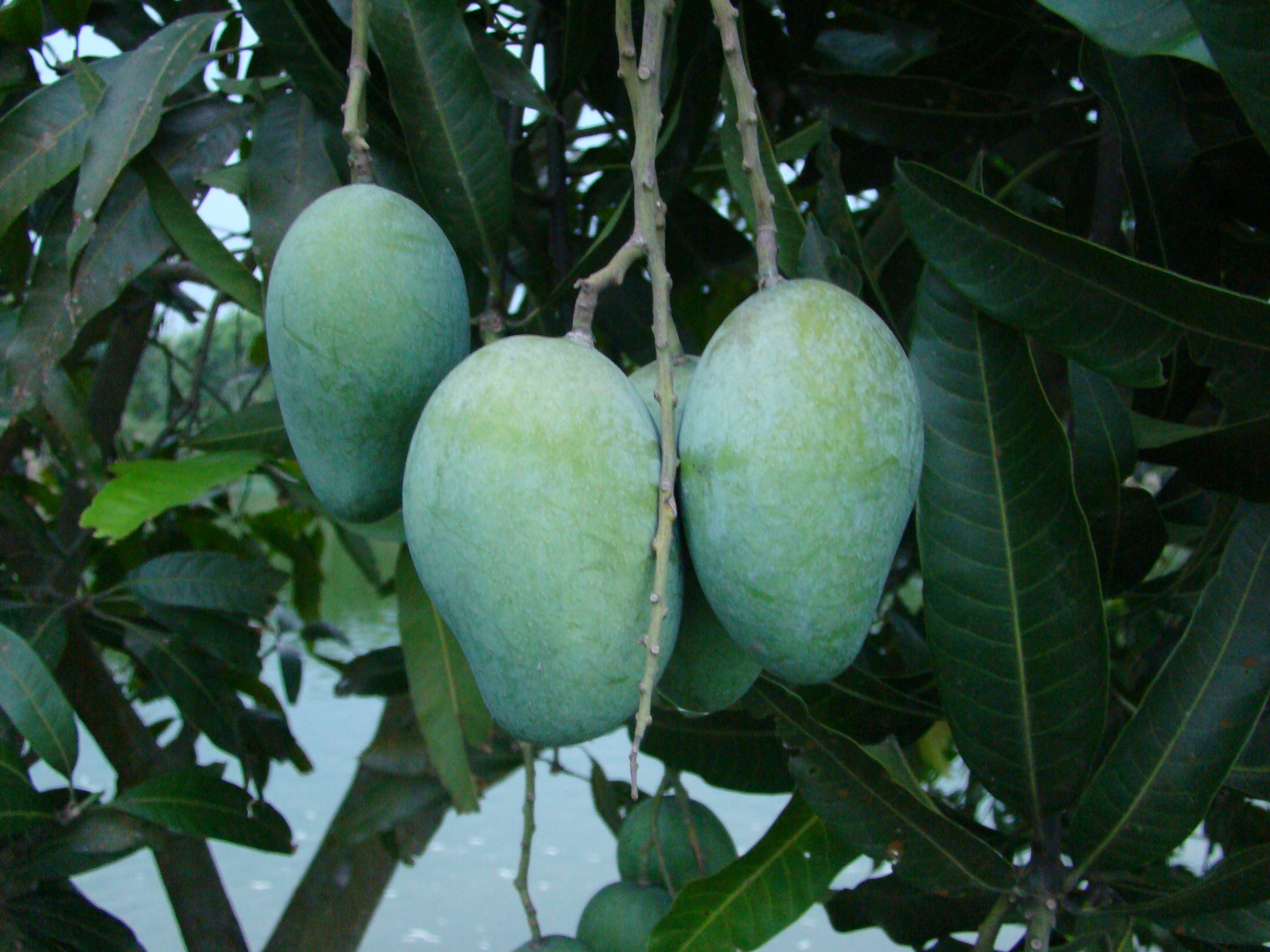
A mango grown in Bangladesh
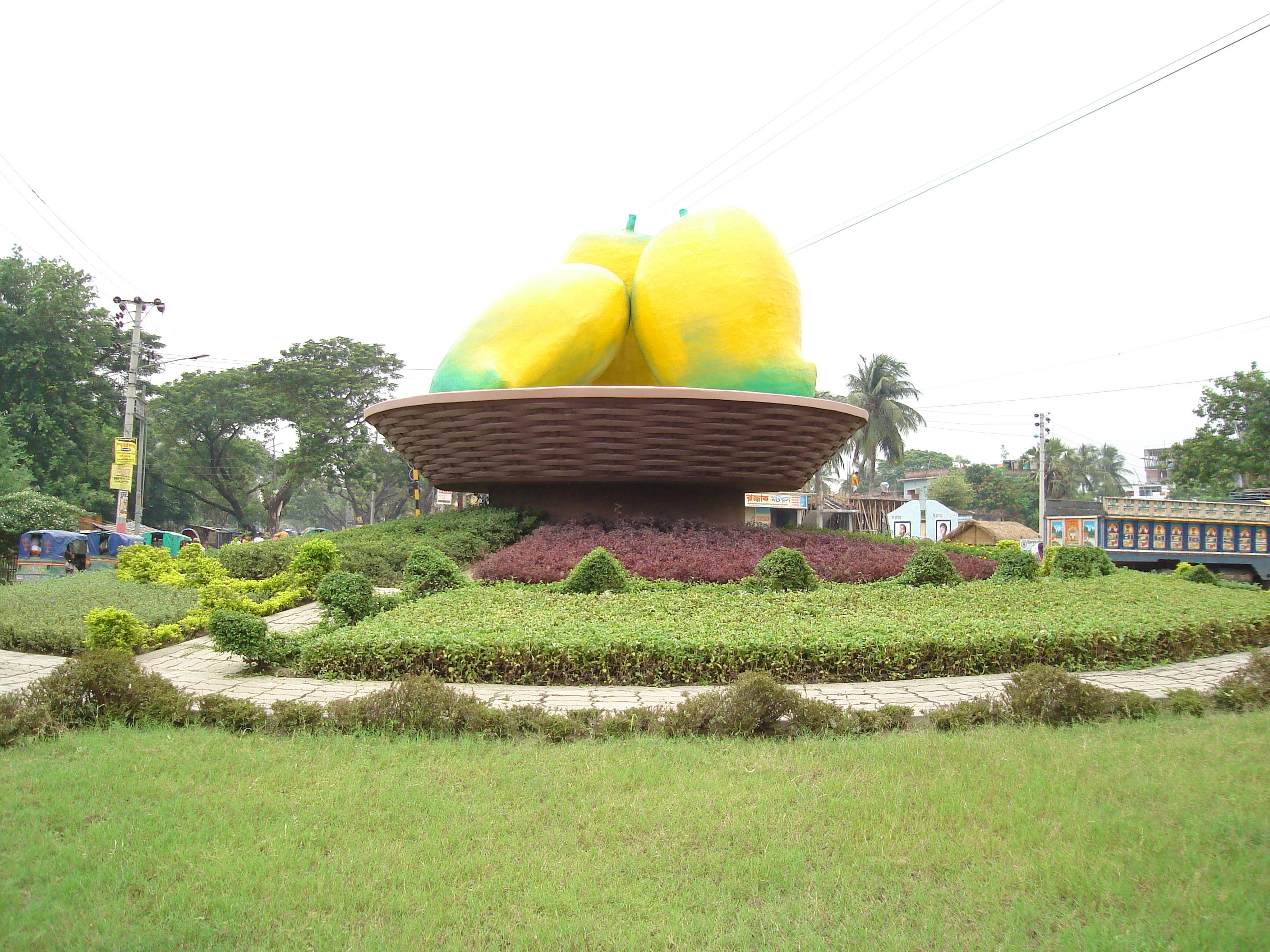
Mango roundabout, Rajshahi
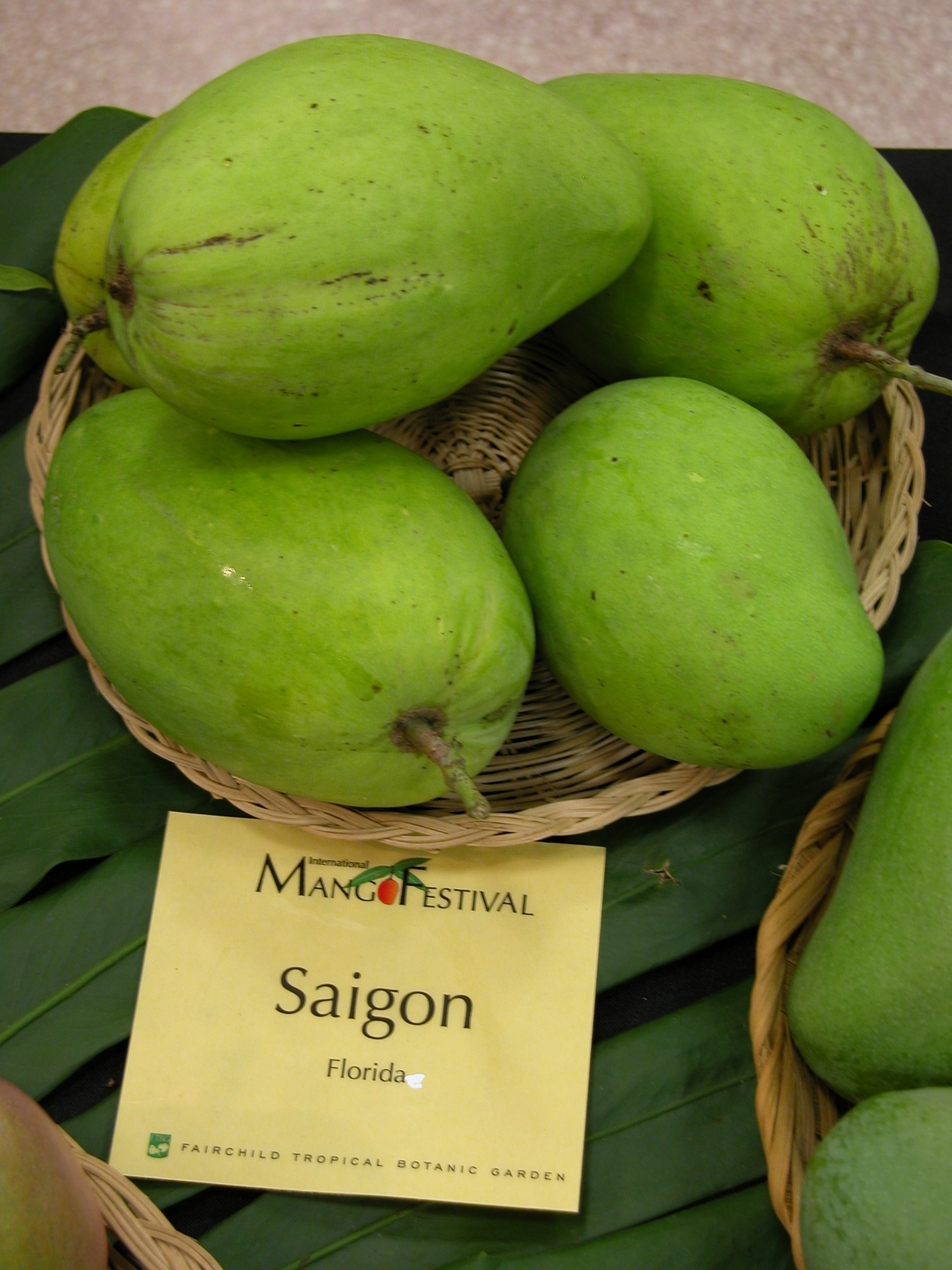
Saigon mangoes on display at the 15th Annual International Mango Festival at the Fairchild Tropical Botanic Garden, Florida
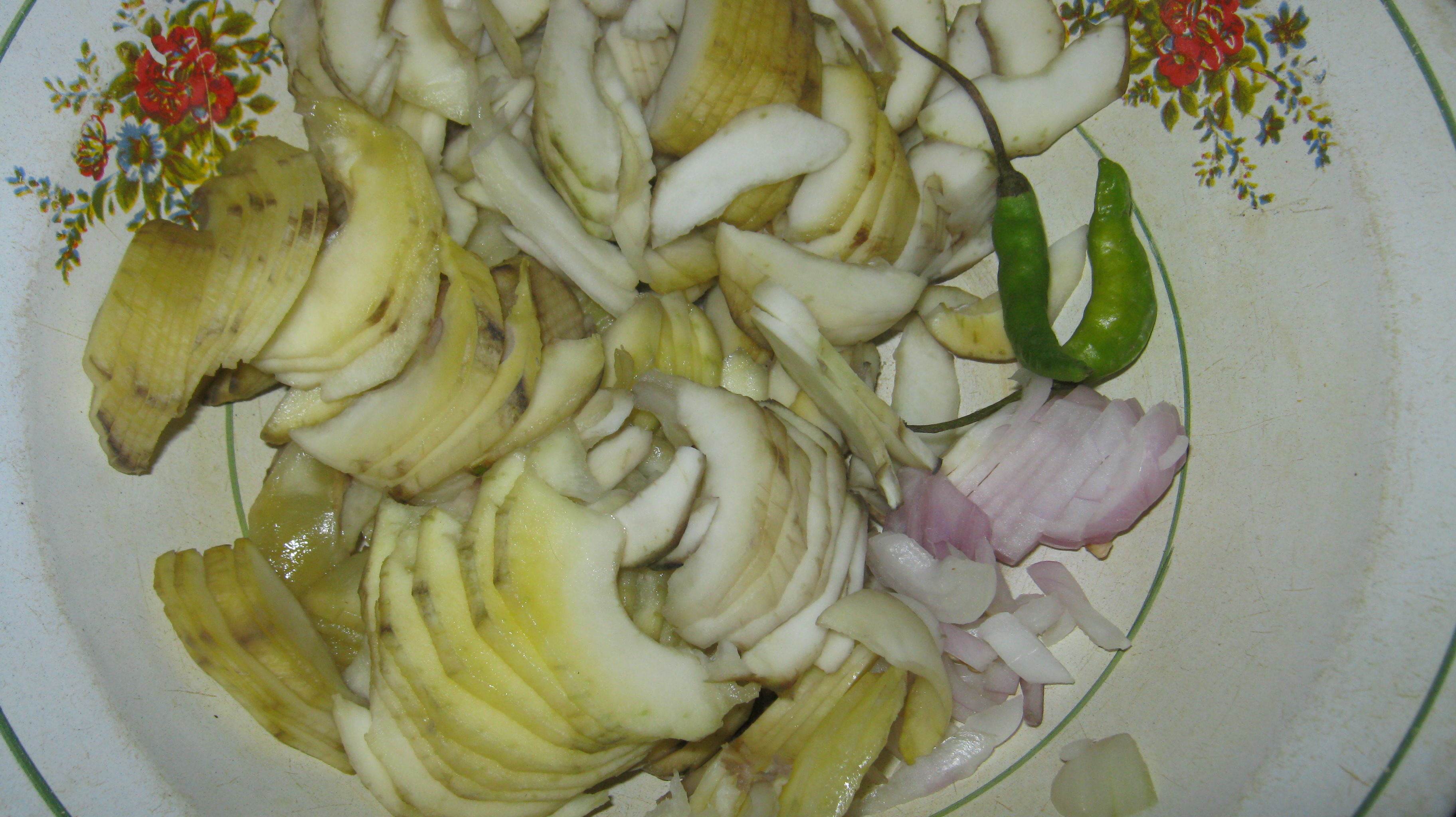
Mango slice
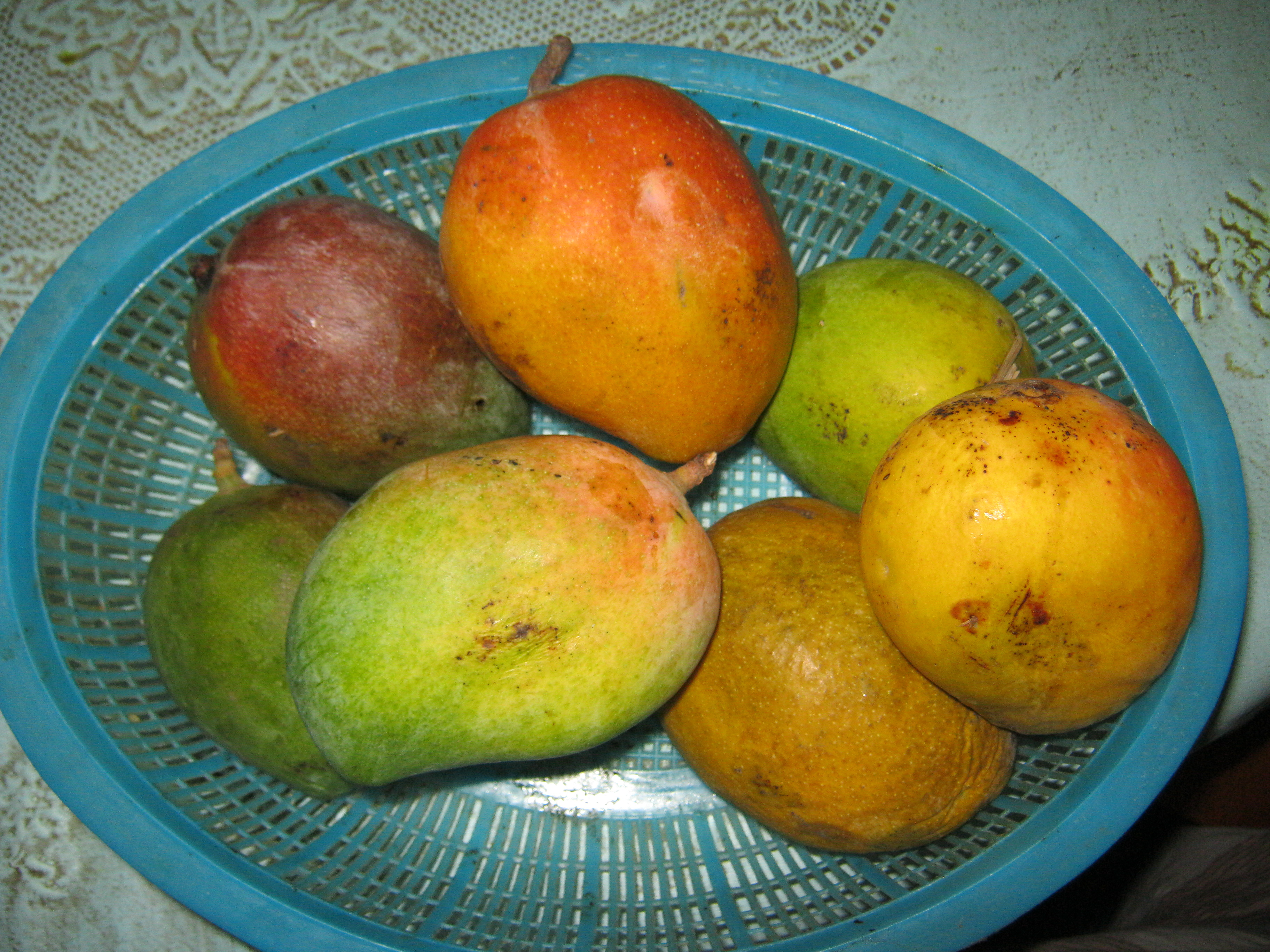
'Sidur' mango of Bangladesh
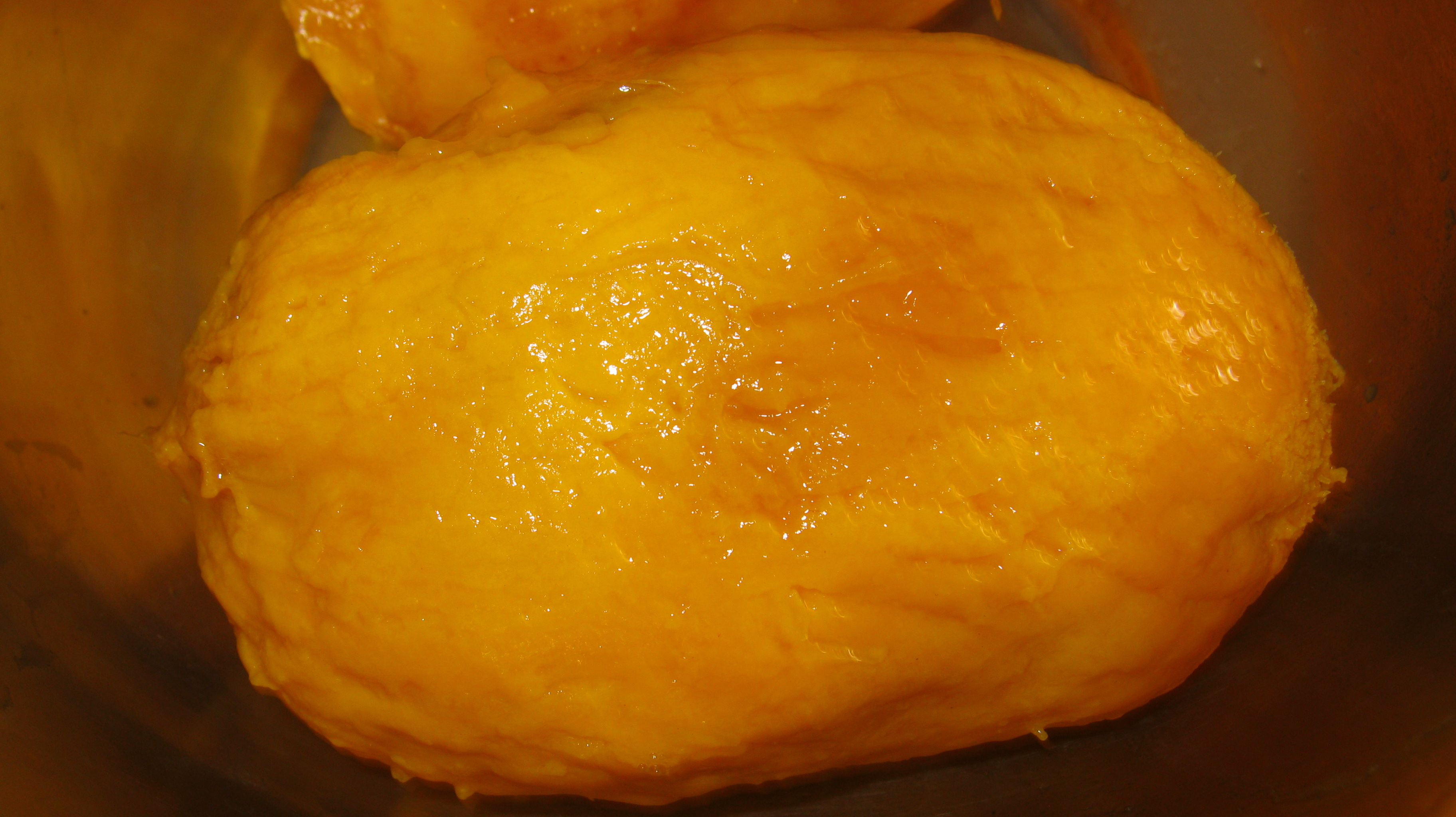
Ripe mango
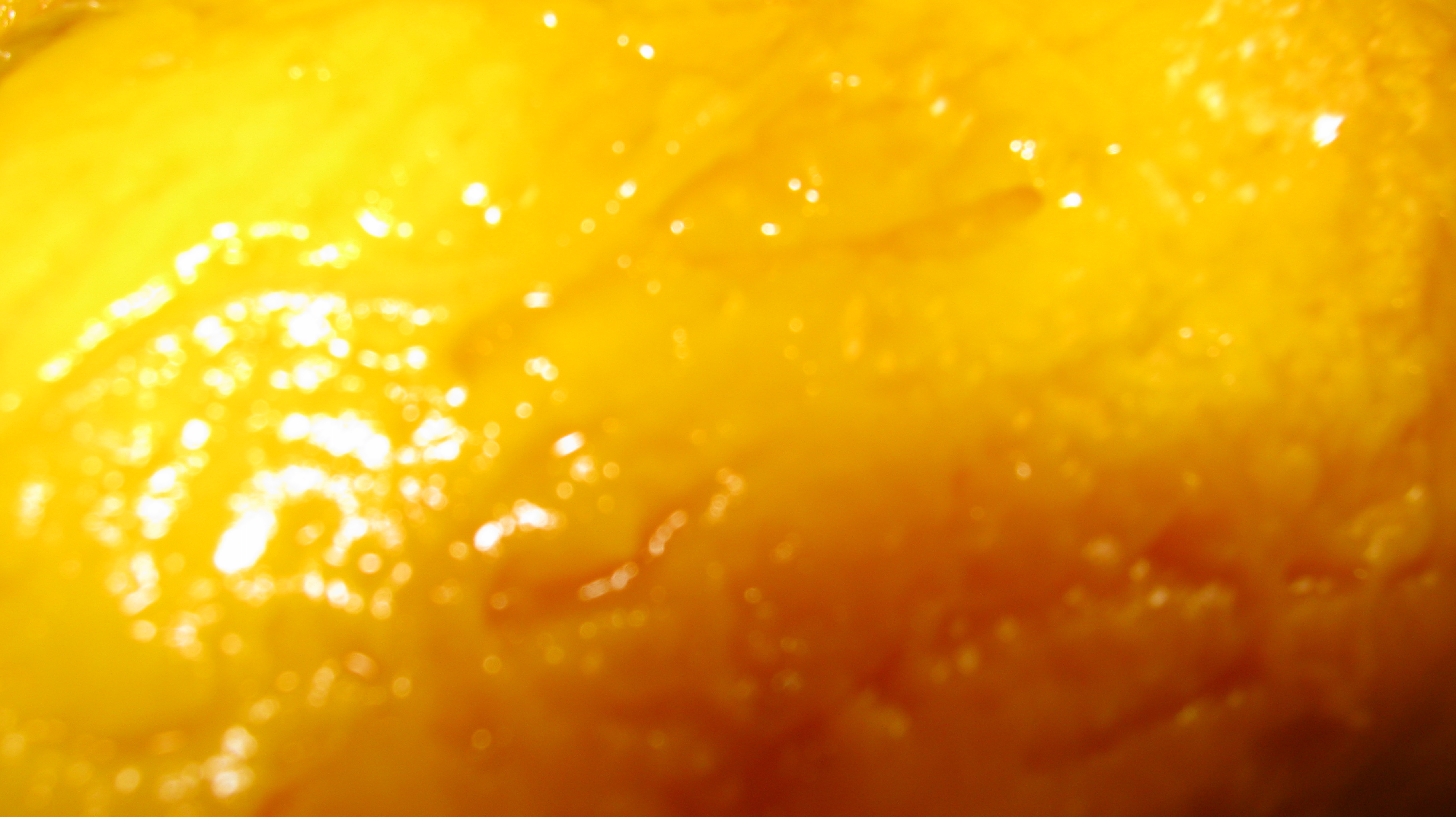
Mango close-up
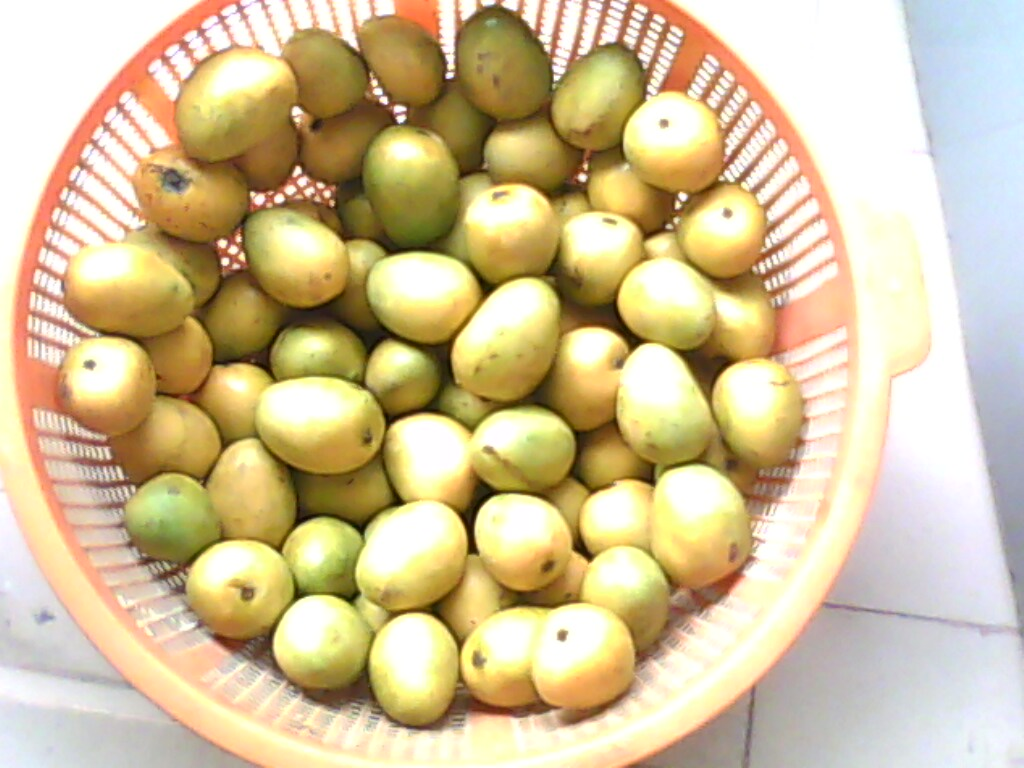
A basket of ripe mangoes from Bangladesh
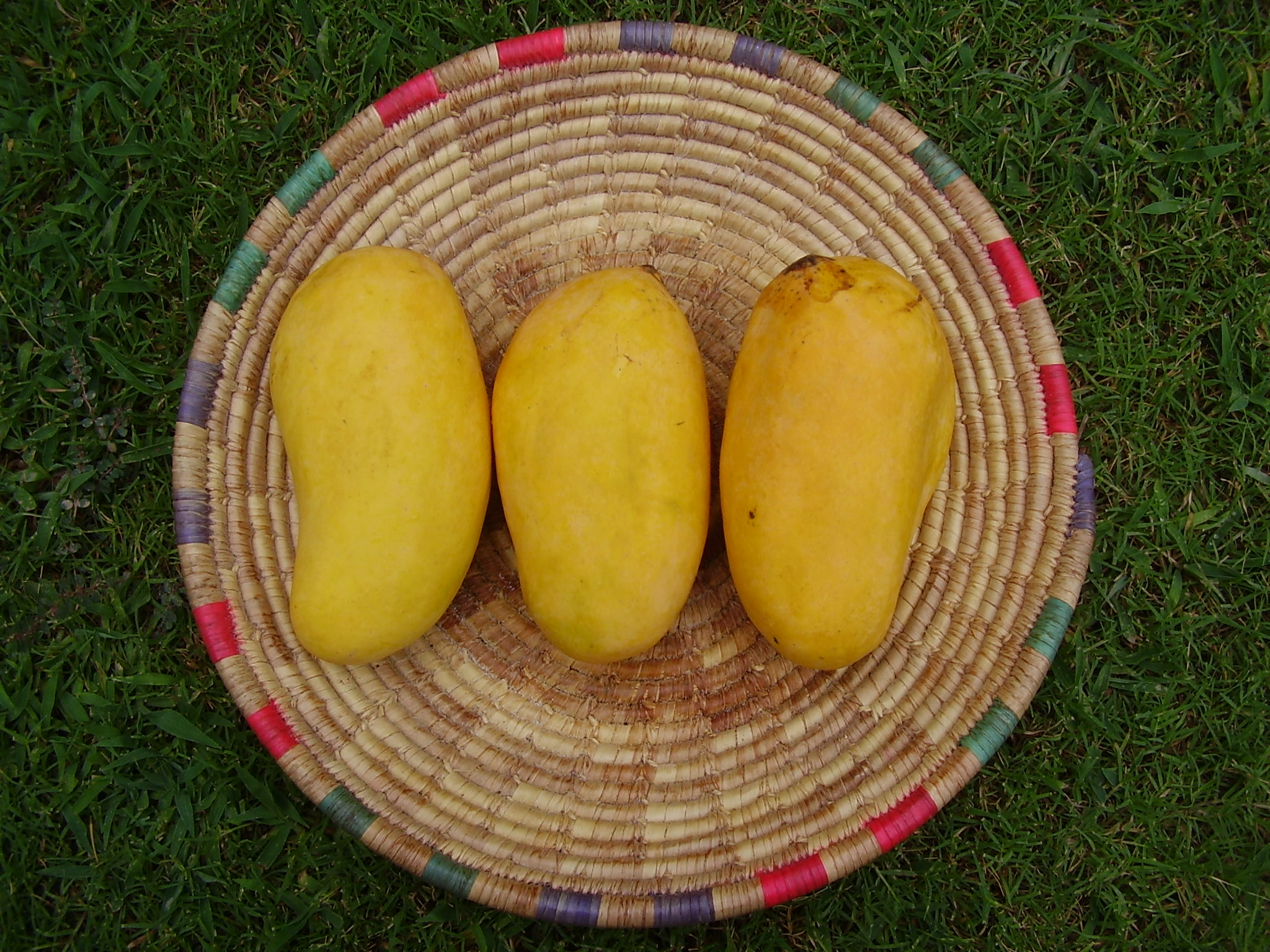
Ripe Sindhri mangoes from Sindh, Pakistan
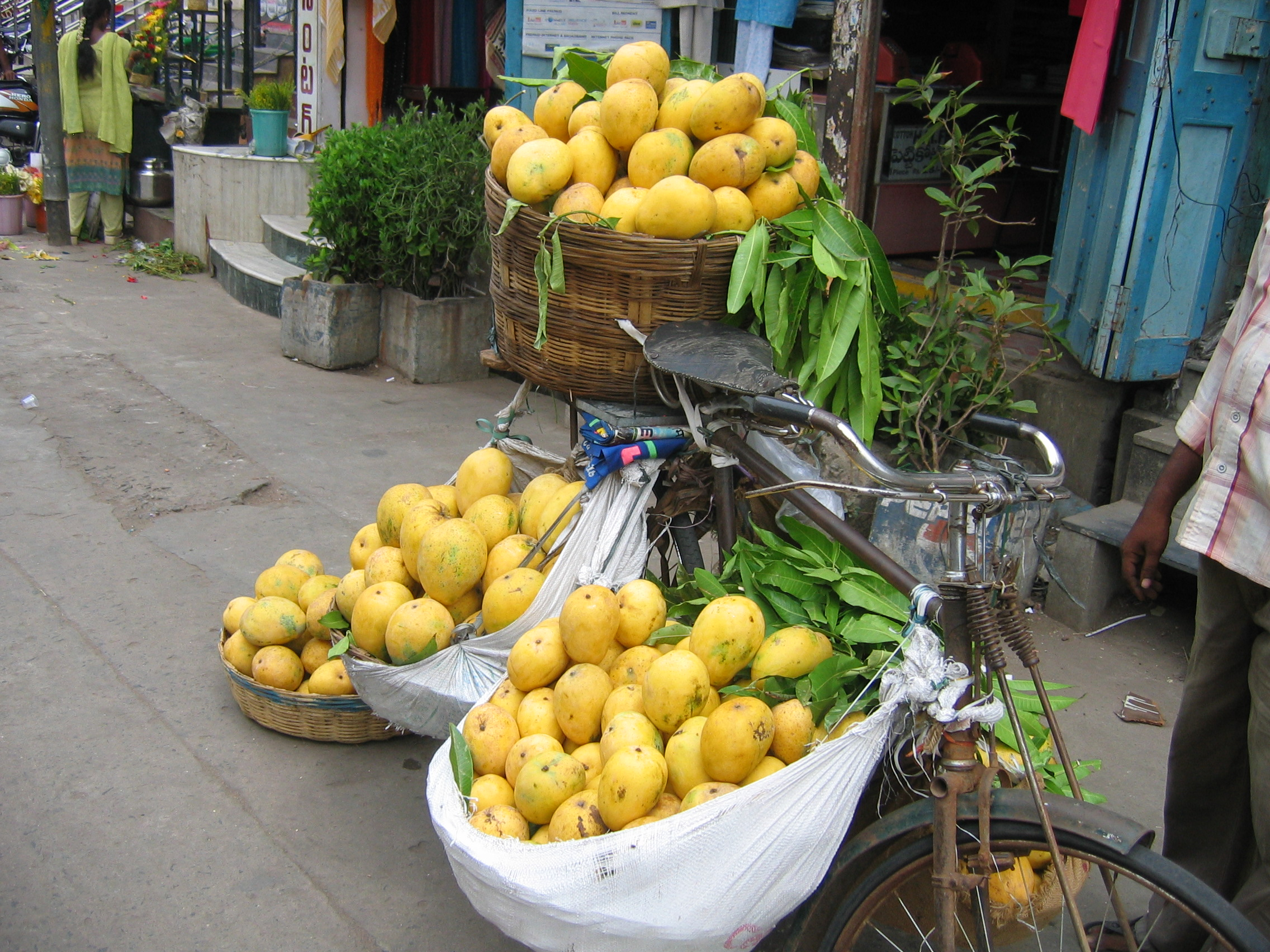
Banganpalli mangoes being sold in Guntur
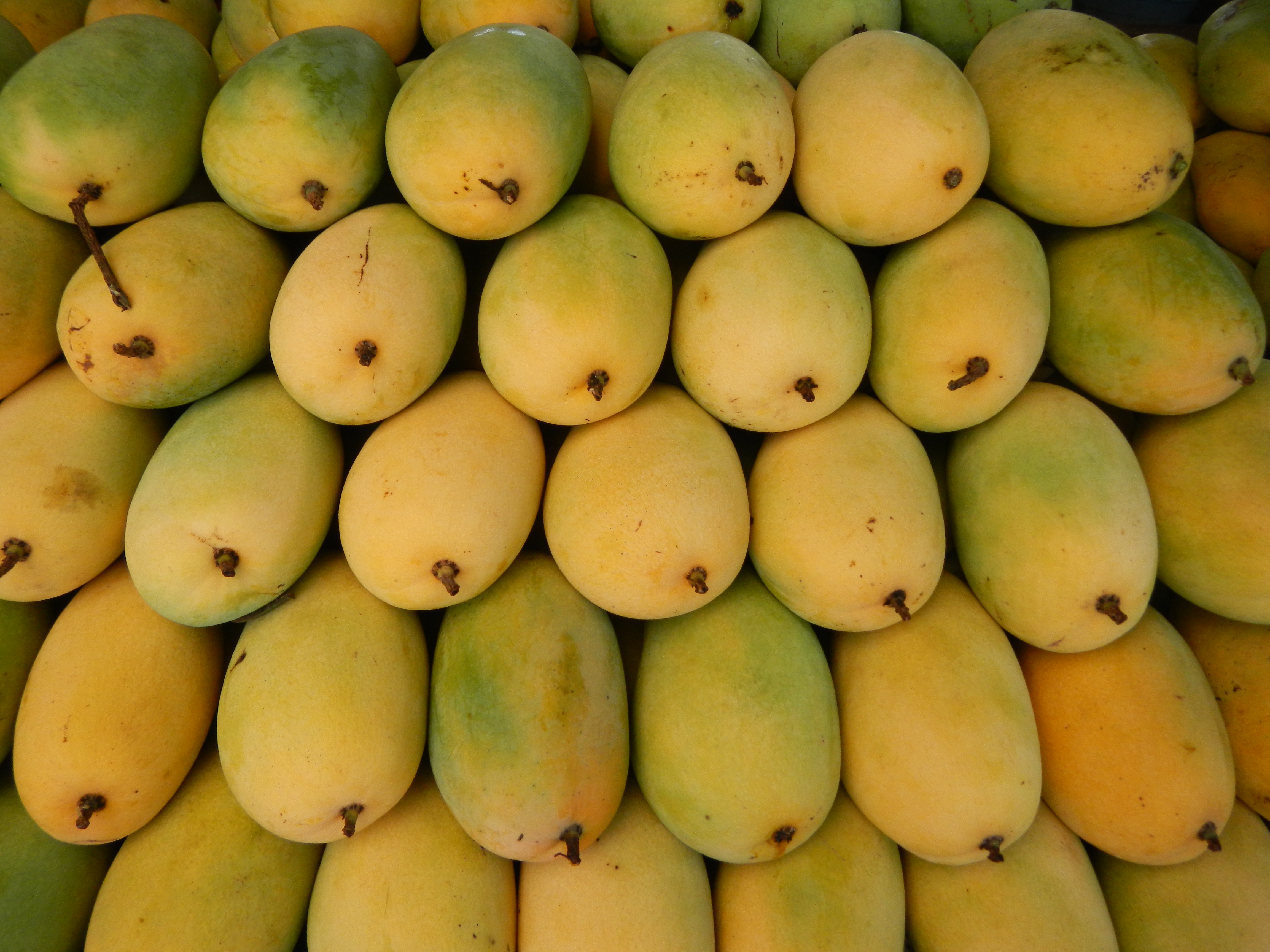
Ripe mangoes being sold in a market in the Philippines
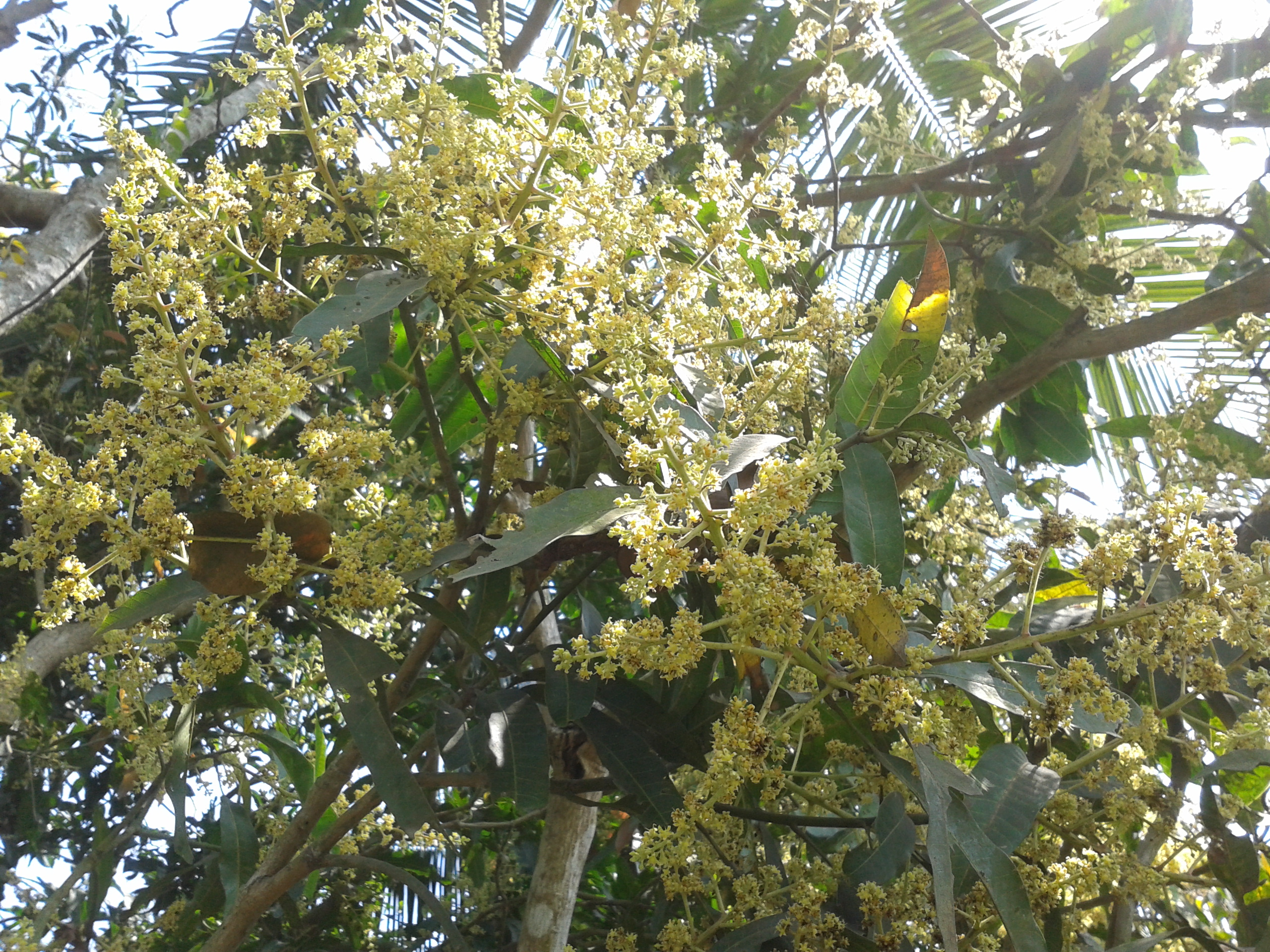
Mango buds in Bangladesh
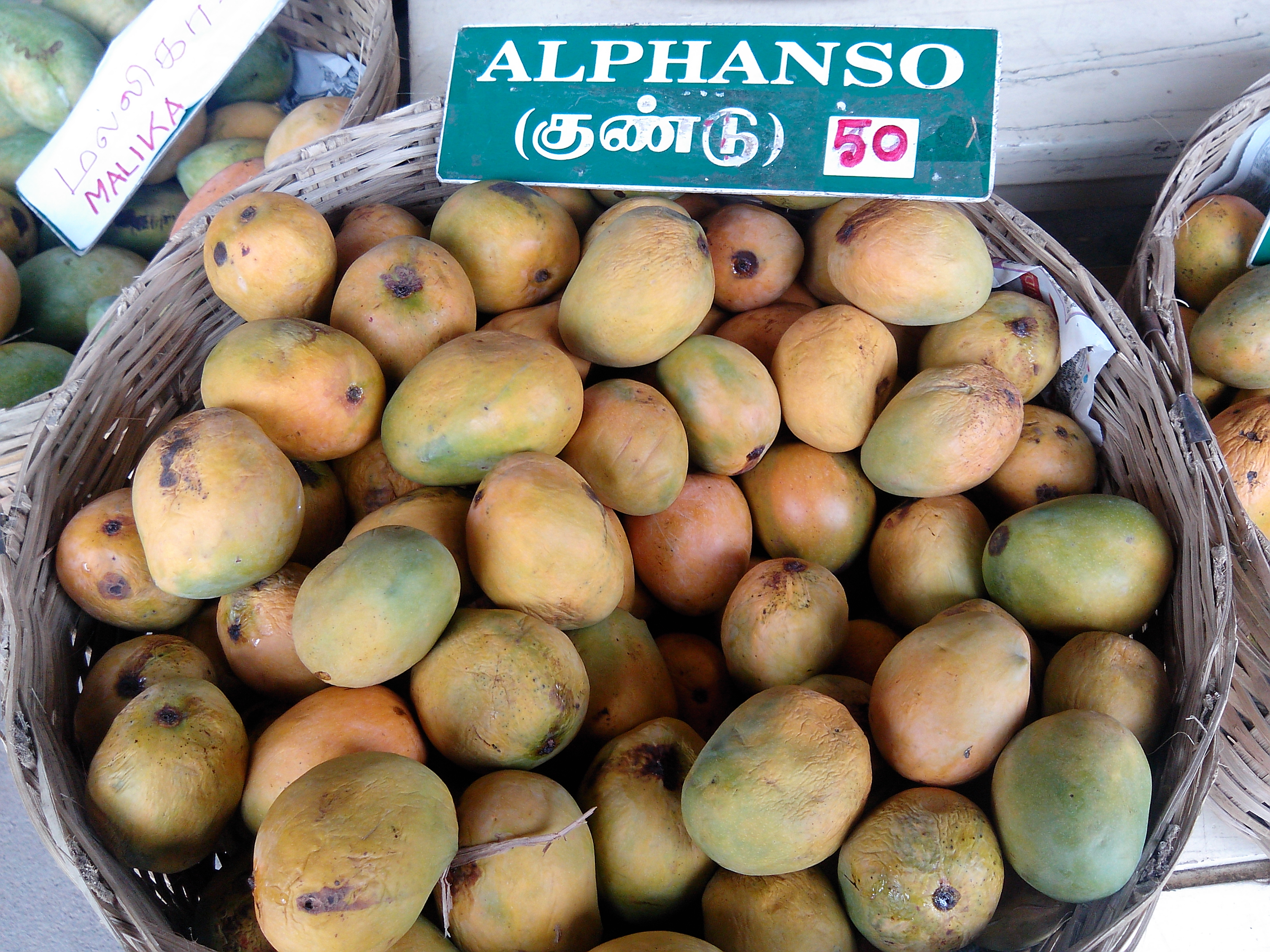
Alphonso Mango
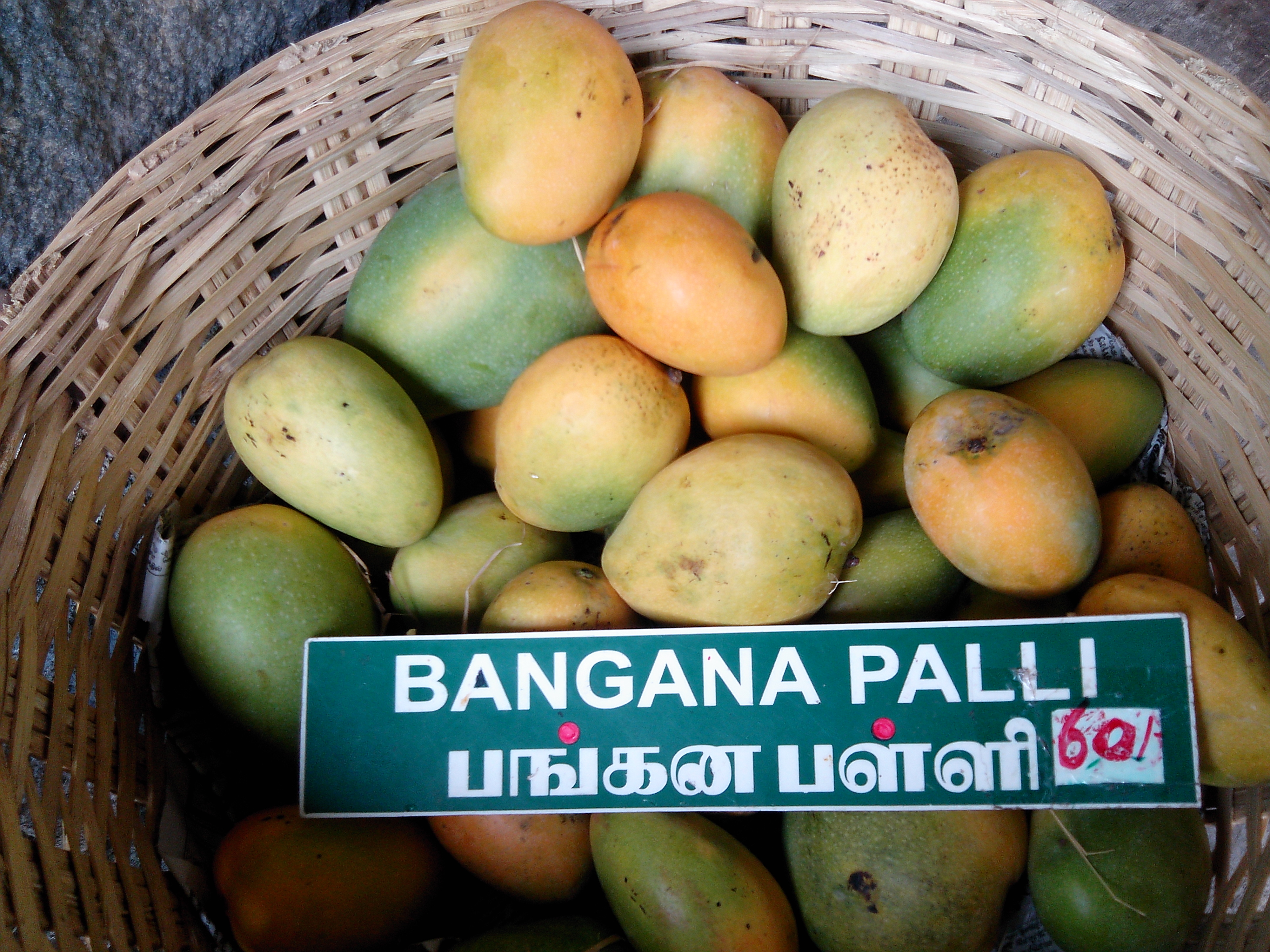
Banganapalli Mango
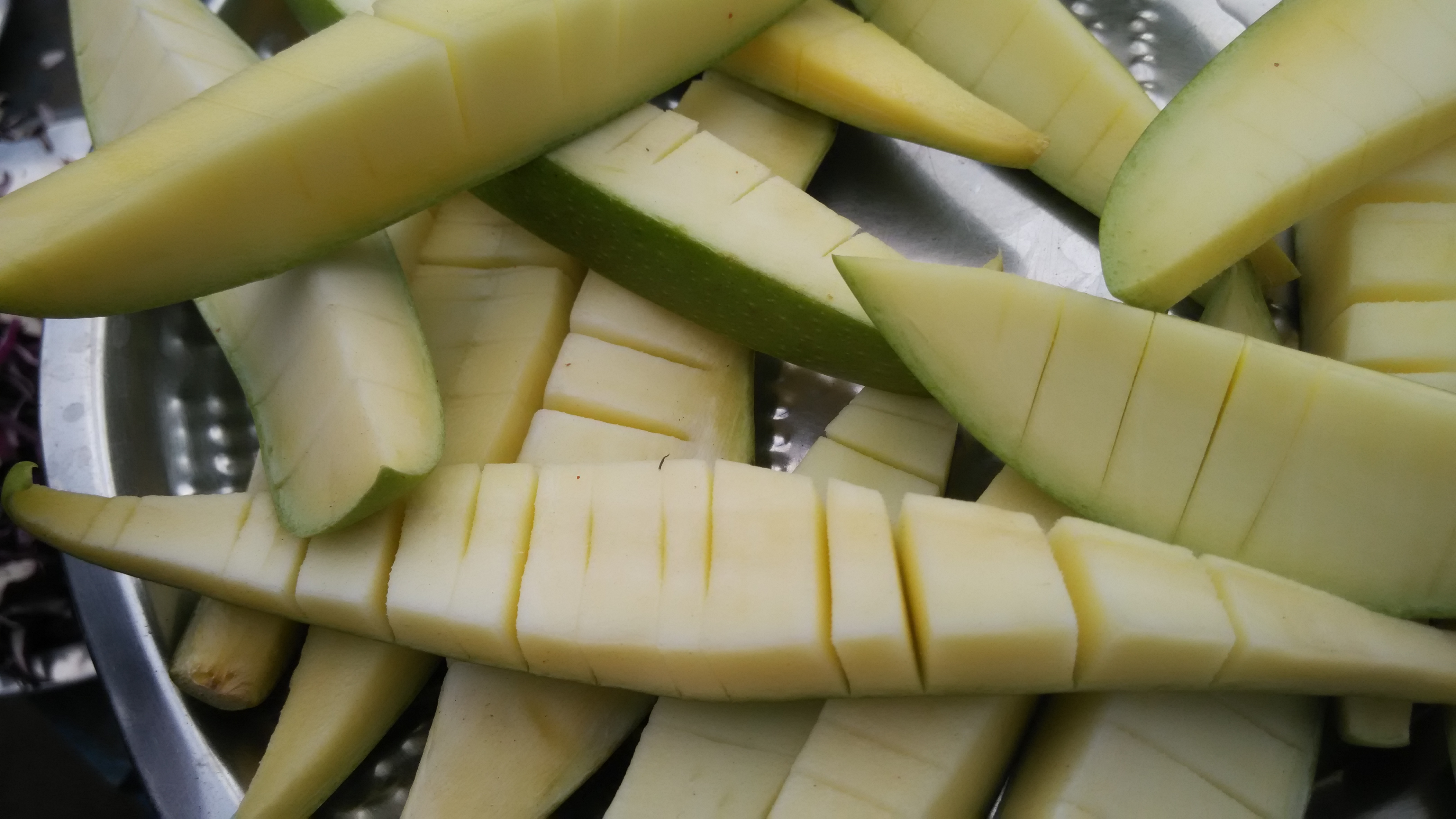
Mango Slices
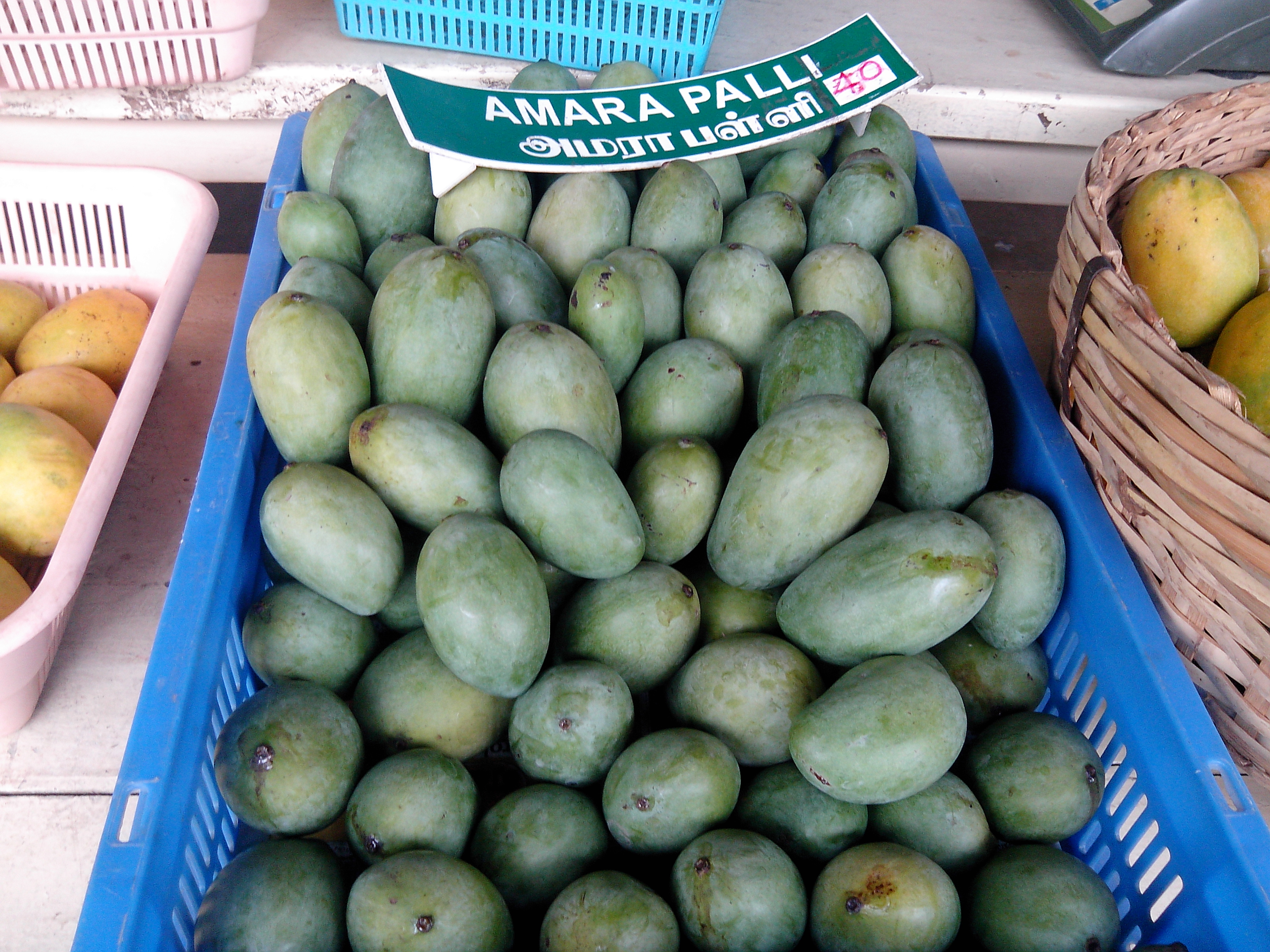
Amarapalli Mango